# III Rzeczpospolita
III Rzeczpospolita (III RP) – użyte w Konstytucji Rzeczypospolitej Polskiej (1997) określenie państwa polskiego po zasadniczych przemianach politycznych, jakie zaszły od 1989 roku. Podstawowa konstytucyjna nazwa państwa to Rzeczpospolita Polska.
Wymową tego określenia jest zerwanie z ustrojem Polskiej Rzeczypospolitej Ludowej (tzw. demokracja ludowa) i nawiązanie bezpośrednio do tradycji I i II Rzeczypospolitej. Symbolem III Rzeczypospolitej jest m.in. przywrócony w godle Polski po czasach Polski Ludowej orzeł w koronie, wzorowany na przedwojennym.
Zazwyczaj przyjmuje się, że przegłosowanie 29 grudnia 1989 przez tzw. Sejm kontraktowy przywrócenia nazwy państwa polskiego Rzeczpospolita Polska i godła w postaci orła w koronie, które obowiązują od 31 grudnia 1989, zapoczątkowało symbolicznie powstanie III Rzeczypospolitej. Według innych opinii za początek III Rzeczypospolitej przyjmuje się inne wydarzenia: wybory 4 czerwca 1989 roku, powołanie rządu Tadeusza Mazowieckiego 12 września 1989 roku, upadek pomnika Feliksa Dzierżyńskiego w centrum Warszawy na placu Dzierżyńskiego (obecnie Bankowym) 17 listopada 1989 roku, przekazanie 22 grudnia 1990 Lechowi Wałęsie insygniów prezydenckich przez prezydenta RP na Uchodźstwie Ryszarda Kaczorowskiego lub początek I kadencji Sejmu 25 listopada 1991 roku, wybranego w pierwszych po wojnie w pełni wolnych wyborach.
Konstytucja RP z kwietnia 1997 w swej preambule zawarła nazwę Trzeciej Rzeczypospolitej. W kwietniu 1998 Senat podjął uchwałę o ciągłości prawnej między II a III Rzeczpospolitą Polską.

## Historia polityczna

### Powstanie III RP
Stale pogarszająca się sytuacja gospodarcza Polski, połączona z brakiem perspektyw realnej poprawy, doprowadziła do pogłębienia się kryzysu. Przyparty do muru rząd po nieudanej próbie wzmocnienia swojej pozycji poprzez referendum z roku 1987, zmuszony był podnieść ceny o 40 procent. Wywołało to natychmiastowe protesty, szybko ogarniające cały kraj. 25 kwietnia 1988 protesty wybuchły w Bydgoszczy, szybko objęły Gdańsk i Nową Hutę, a także wiele innych miast. Fala strajków dała nowy oddech „Solidarności”, która od czasu delegalizacji (8 października 1982 roku) tkwiła w impasie, teraz jej przywódcy stanęli na czele protestów. Nie zmieniło tego brutalne stłumienie strajku nowohuckiego, a także krótkotrwały areszt przywódców solidarnościowych. Strajki trwały do końca maja i zmusiły władzę do podjęcia rozmów. Możliwość przemian ustrojowych otworzyła również zmiana polityki Związku Sowieckiego, pod wodzą Michaiła Gorbaczowa, który obciążany głębokim kryzysem gospodarczym, nie mógł dłużej ponosić kosztów utrzymania swojej strefy wpływów. Kreml dążył do zmiany zasad wymiany gospodarczej, przede wszystkim dostaw ropy i gazu ziemnego do krajów bloku wschodniego, gotowy był przy tym na daleko idące ustępstwa w kwestii polityki wewnętrznej tych państw, licząc jednak że kraje te nie zerwą zupełnie kontaktów politycznych, gospodarczych i wojskowych z ZSRR. Wyrazem tego była lipcowa wizyta Gorbaczowa w Polsce, a także bezpośrednie rozmowy podjęte przez Moskwę z przedstawicielami opozycji.
Władza nawiązała kontakt z opozycją za pośrednictwem przedstawicieli Kościoła; jednak jej oferta mniejszościowego udziału we władzy, bez legalizacji "Solidarności", nie została przyjęta. Kolejna, sierpniowa fala strajków, dodatkowo osłabiła pozycję rządu, i zmusiła władzę do bezpośrednich rozmów z opozycją, do których wstępem było spotkanie między ministrem spraw wewnętrznych Czesławem Kiszczakiem a Lechem Wałęsą z 31 sierpnia. W październiku ustąpił, sprawujący władzę od 1985 roku rząd Zbigniewa Messnera, zastąpił go gabinet, któremu przewodniczył Mieczysław Rakowski. Nowy rząd wprowadził na przełomie grudnia i stycznia 1989 roku szereg reform liberalizujących gospodarkę, a także osiągnął porozumienie z "Solidarnością", godząc się na jej legalizację, co było warunkiem wstępnym rozpoczęcia obrad okrągłego stołu.
Od 6 lutego do 5 kwietnia 1989 roku trwały tzw. obrady okrągłego stołu, podczas których strony opozycyjna i rządowa ustaliły najważniejsze podstawy przyszłego ustroju oraz sposób przeprowadzenia transformacji ustrojowej. Uzgodniono m.in. przeprowadzenie nie w pełni demokratycznych wyborów (65% gwarantowanych dla kandydatów koalicji rządowej) do Sejmu z zastosowaniem listy krajowej (35 posłów), przywrócenie demokratycznie obieranego Senatu oraz przywrócenie urzędu prezydenta wybieranego przez Zgromadzenie Narodowe, wyposażonego w szerokie kompetencje. Zmiany te zostały uchwalone 7 kwietnia, zaś 17 kwietnia zalegalizowana została „Solidarność”.

### Lata 1990–1997: Kontynuacja transformacji systemowej
W 1990 roku zakończyły działalność Milicja Obywatelska i Służba Bezpieczeństwa, zastąpione odpowiednio przez Policję i Urząd Ochrony Państwa (dotychczasowi funkcjonariusze mogli rozpocząć pracę w nowych służbach pod warunkiem pozytywnego przejścia procedury weryfikacyjnej). Symbolem przemian systemowych w ówczesnych środkach masowego przekazu było zastąpienie będącego symbolem propagandy PRL Dziennika Telewizyjnego programem informacyjnym Wiadomości TVP1 w dniu 18 listopada 1989 roku, który był emitowany do 20 grudnia 2023 roku.
W tym samym roku przywrócono w Polsce samorząd terytorialny (na poziomie gminy) – pierwsze wybory samorządowe odbyły się 27 maja 1990.

#### Hiperinflacja
Głównym problemem była hiperinflacja: „Inflacja była jak rozszerzający się pożar, który należało ugasić, a przynajmniej stłumić, aby móc przeprowadzić zmianę ustroju gospodarczego” – komentował L. Balcerowicz. Sytuacja była więc poważna, według szerokiej opinii ekspertów z MFW i Banku Światowego skali hiperinflacji nie dało się ograniczyć metodą stopniowego ograniczenia tempa wzrostu, jak na Węgrzech, ponieważ skala inflacji w Polsce była zbyt duża – na Węgrzech obserwowaliśmy wzrost cen w skali roku o kilkadziesiąt procent, w Polsce zaś ten wynik uzyskiwaliśmy w ciągu miesiąca. W tym celu, od 1 I 1990, rząd wprowadził progresywne opodatkowanie ponadnormatywnego wzrostu wynagrodzeń w przedsiębiorstwach państwowych. Podniesiono oprocentowanie kredytów do poziomu spodziewanej stopy inflacji, ograniczono subsydia z NBP. Przede wszystkim ustanowiono sztywny kurs złotego, który odpowiadał 9,5 tys. zł. za dolara. Zredukowano zatrudnienie w państwowych przedsiębiorstwach, także ograniczono dotację do węgla i paliw.
Przyjęte metody chwilowo doprowadziły do destabilizacji gospodarczej – wzrost bezrobocia (pod koniec 1990 r. 1 milion osób bezrobotnych), spadek podaży (produkcja przemysłowa sprzedana zmniejszyła się w 1990 o 23%), wzrost cen, spadek płac realnych i wiele innych negatywnych skutków nazwanych przez L. Balcerowicza „szokiem kontrolowanym”. Pomimo wszystkich niedogodności metody Balcerowicza zadziałały: w styczniu 1990 r. ceny rosły jeszcze o 76%, lecz już w lutym o 24%, zaś w marcu o 6%.

#### Reforma gospodarcza
Po opanowaniu inflacji rząd Tadeusza Mazowieckiego podjął szereg działań ku przetransformowaniu gospodarki na rynkową. Państwo wciąż kontrolowało bardzo dużą część gospodarki i było właścicielem sporej części zakładów. W tym celu rozpoczęto prywatyzację państwowych przedsiębiorstw, likwidację systemu centralnego sterowania, zreformowano system podatkowy, zorganizowano rynek papierów wartościowych – ograniczano władzę państwa kosztem indywidualnych podmiotów, bądź samorządów terytorialnych. Recesja najsilniej dotknęła przemysł i transport, nie wystąpiła w rolnictwie i usługach budowlano-montażowych. Były działy, które w ciągu dwóch lat wykazały silny rozwój: handel, łączność i usługi. Ponadto recesja wystąpiła wyłącznie w sektorze państwowym, sektor prywatny odnotował silny wzrost. Należy więc przyjąć wniosek, że skurczyły się działy, które były przerośnięte, a rozwinęły zaniedbane i było to naturalną konsekwencją przechodzenia z gospodarki niedoborów do gospodarki rynkowej.

#### Wybory prezydenckie w 1990 roku

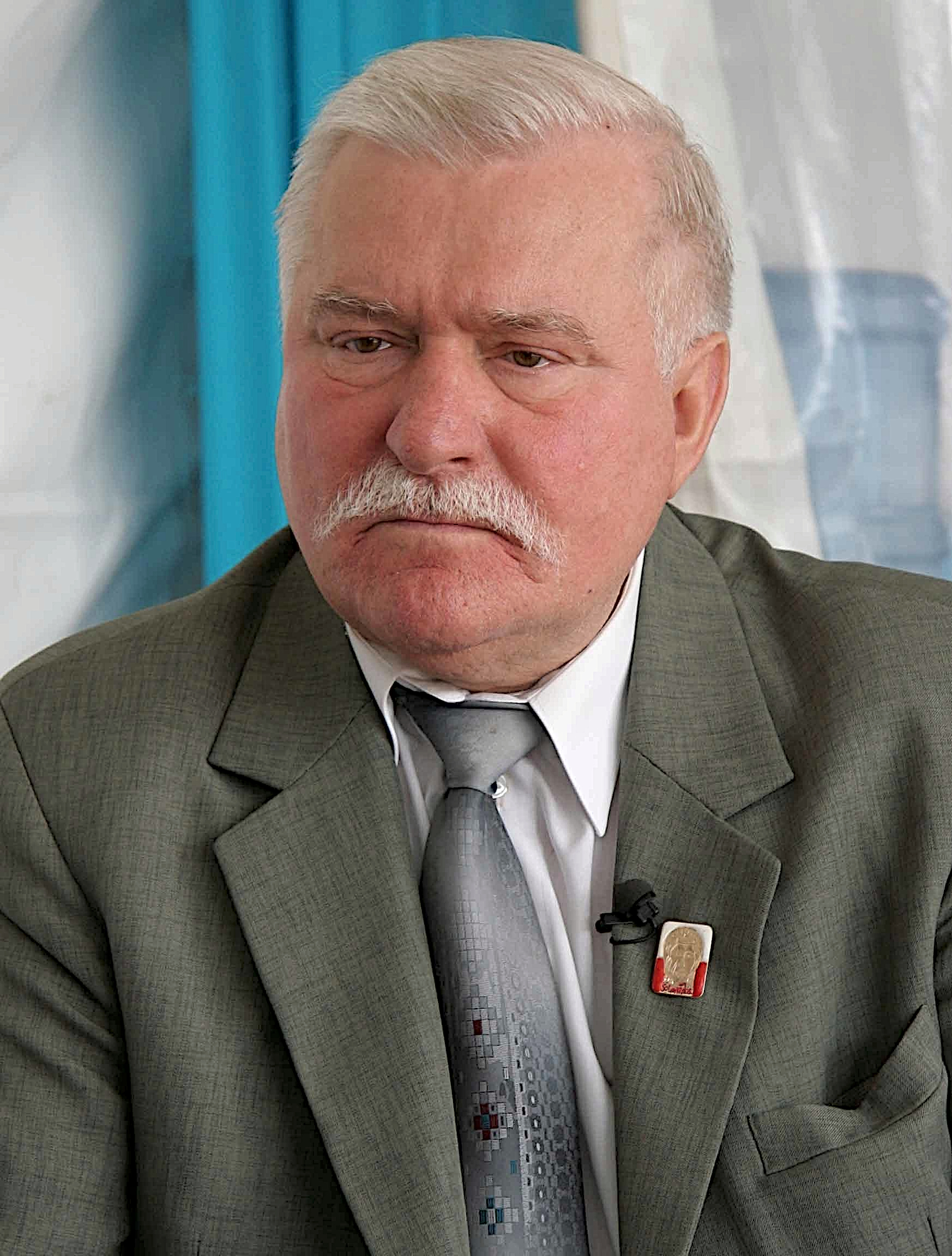
Lech Wałęsa Prezydent Polski w latach 1990–1995

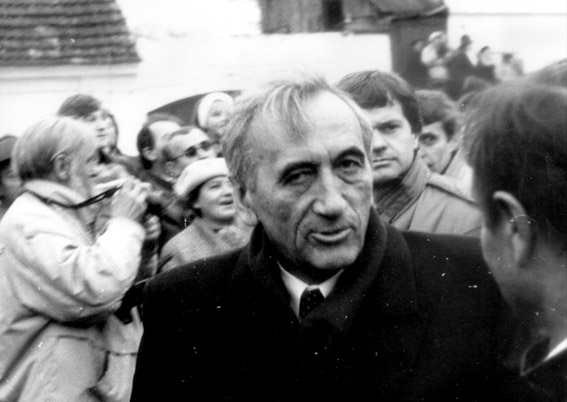
Tadeusz Mazowiecki Pierwszy Prezes Rady Ministrów w latach 1989–1991

Pierwsze w pełni równe, wolne, powszechne, tajne wybory prezydenckie w Polsce miały miejsce w listopadzie 1990. Do tej pory prezydentów Polski wyłaniało Zgromadzenie Narodowe. W roku 1990 nie było jeszcze ostatecznego rozstrzygnięcia, czy przyszły ustrój Polski będzie oparty na systemie parlamentarno-gabinetowym, czy na systemie prezydenckim.
Kampania wyborcza przebiegała burzliwie, niedawni przyjaciele z Solidarności w czasie wyborów byli do siebie dosyć wrogo nastawieni. Poza tym pojawiało się niezadowolenie społeczne z efektów zmian, które nastąpiły w gospodarce. W roku 1990 wszedł w życie plan Balcerowicza, w ramach którego podjęty został szereg działań o charakterze antyinflacyjnym i rozpoczęto proces zmian struktury własnościowej w gospodarce. Plan Balcerowicza miał głównie za zadanie zniwelować hiperinflację oraz urynkowić gospodarkę na model państw zachodnich.
Celem kampanii Lecha Wałęsy było pokonanie Tadeusza Mazowieckiego, ale nikt, łącznie z jego otoczeniem, nie spodziewał się tak sensacyjnego rozstrzygnięcia, jakie zapadło w pierwszej turze wyborów. Tadeusz Mazowiecki został pokonany przez nieznanego kandydata – Stanisława Tymińskiego, który swoją kampanię kierował przede wszystkim do wyborców rozczarowanych efektami przemian po 1989 r. i podobnie jak Lech Wałęsa składał wyborcom wiele wątpliwych obietnic.
W pierwszej turze otrzymali:
|  | Komitet wyborczy        | Przynależność partyjna                                                                         | Głosy w I turze | % głosów w I turze |
|  | ----------------------- | ---------------------------------------------------------------------------------------------- | --------------- | ------------------ |
|  | Lech Wałęsa             | bezpartyjny (NSZZ „Solidarność”)                                                               | 6 569 889       | 39,96%             |
|  | Stanisław Tymiński      | Libertariańska Partia Kanady (w Polsce bezpartyjny)                                            | 3 797 605       | 23,10%             |
|  | Tadeusz Mazowiecki      | bezpartyjny (kandydat Ruchu Obywatelskiego Akcja Demokratyczna i Forum Prawicy Demokratycznej) | 2 973 364       | 18,08%             |
|  | Włodzimierz Cimoszewicz | bezpartyjny (kandydat Socjaldemokracji Rzeczypospolitej Polskiej)                              | 1 514 025       | 9,21%              |
|  | Roman Bartoszcze        | PSL                                                                                            | 1 176 175       | 7,15%              |
|  | Leszek Moczulski        | KPN                                                                                            | 411 516         | 2,50%              |

Frekwencja w pierwszej turze wyniosła 60%. Suma głosów oddanych na Tadeusza Mazowieckiego, Włodzimierza Cimoszewicza, Romana Bartoszcze i Stanisława Tymińskiego stanowiła 36,94% ważnie oddanych głosów. Druga tura, przy niższej frekwencji (ok. 53,39%), przyniosła zwycięstwo Lechowi Wałęsie, który otrzymał ponad 74,25% ważnie oddanych głosów.
Po zaprzysiężeniu Lecha Wałęsy na prezydenta RP Ryszard Kaczorowski, ostatni prezydent na uchodźstwie, przekazał mu oficjalnie insygnia władzy prezydenta II RP, co dla wielu osób było symbolem ciągłości trwania Rzeczypospolitej oraz zakończeniem okresu braku systemu demokratycznego w Polsce. Były wśród nich m.in. tłoki pieczętne, chorągiew, a także dokumenty państwowe i oryginał Konstytucji z 1935 roku.
Wybory w 1990 oznaczały dla Polski także odwrócenie sojuszy międzynarodowych, a w polityce wewnętrznej: kontynuację polityki gospodarczej zapoczątkowanej przez Leszka Balcerowicza, początek karier wielu polityków, m.in. braci Lecha i Jarosława Kaczyńskich, Mieczysława Wachowskiego czy Piotra Kołodziejczyka.
Przesądziły także o podziale Solidarności na dwa zasadnicze nurty: liberalny i narodowokatolicki, a dla postkomunistycznej lewicy stanowiły punkt zwrotny. W styczniu 1990 rozwiązana została Polska Zjednoczona Partia Robotnicza, utworzona przez część jej członków Socjaldemokracja Rzeczypospolitej Polskiej zaczęła systematycznie zyskiwać społeczne zaufanie.

#### Wybory parlamentarne w 1991 roku

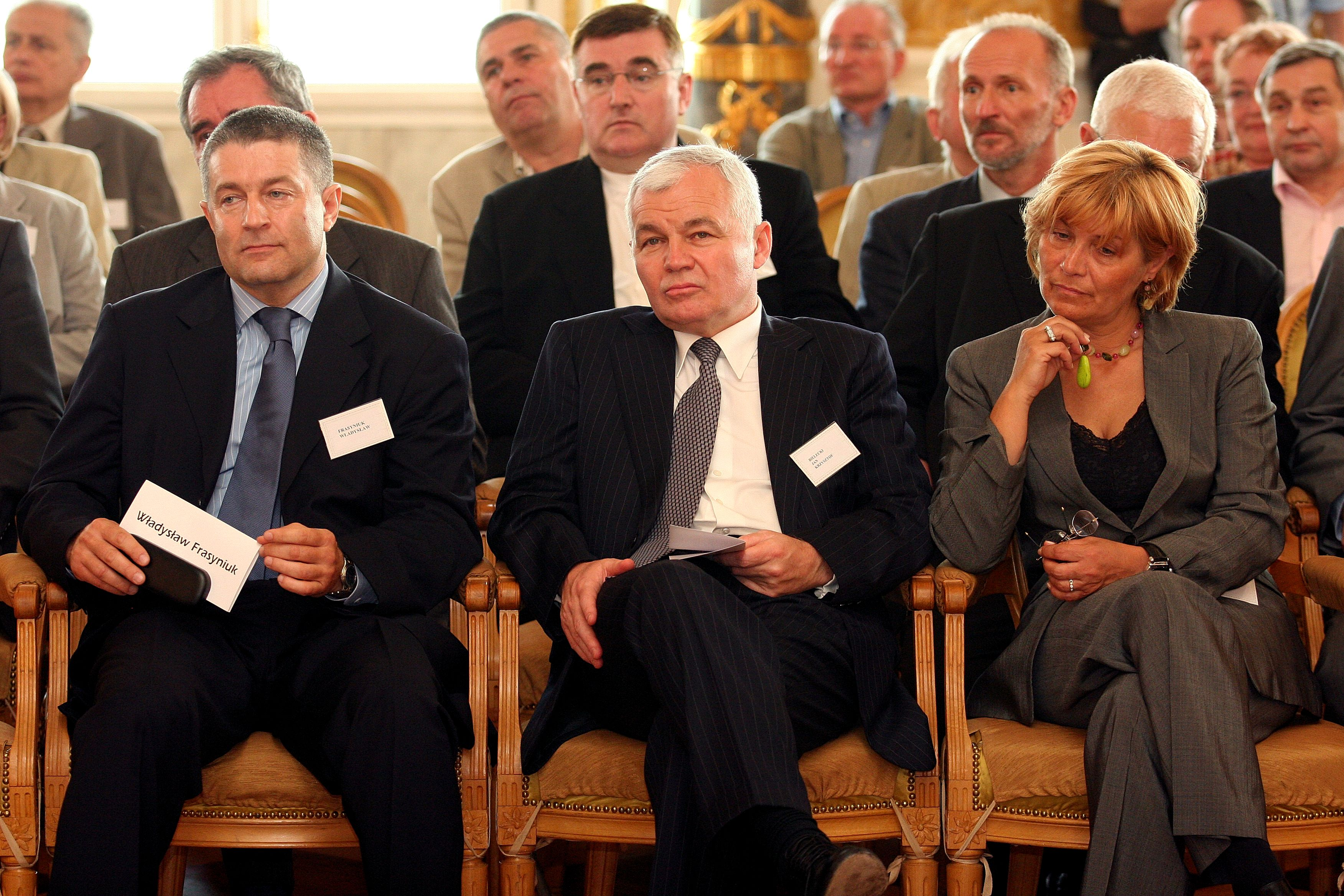
Jan Krzysztof Bielecki Prezes Rady Ministrów w 1991

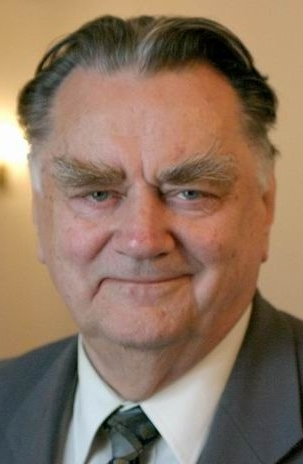
Jan Olszewski Prezes Rady Ministrów w latach 1991–1992

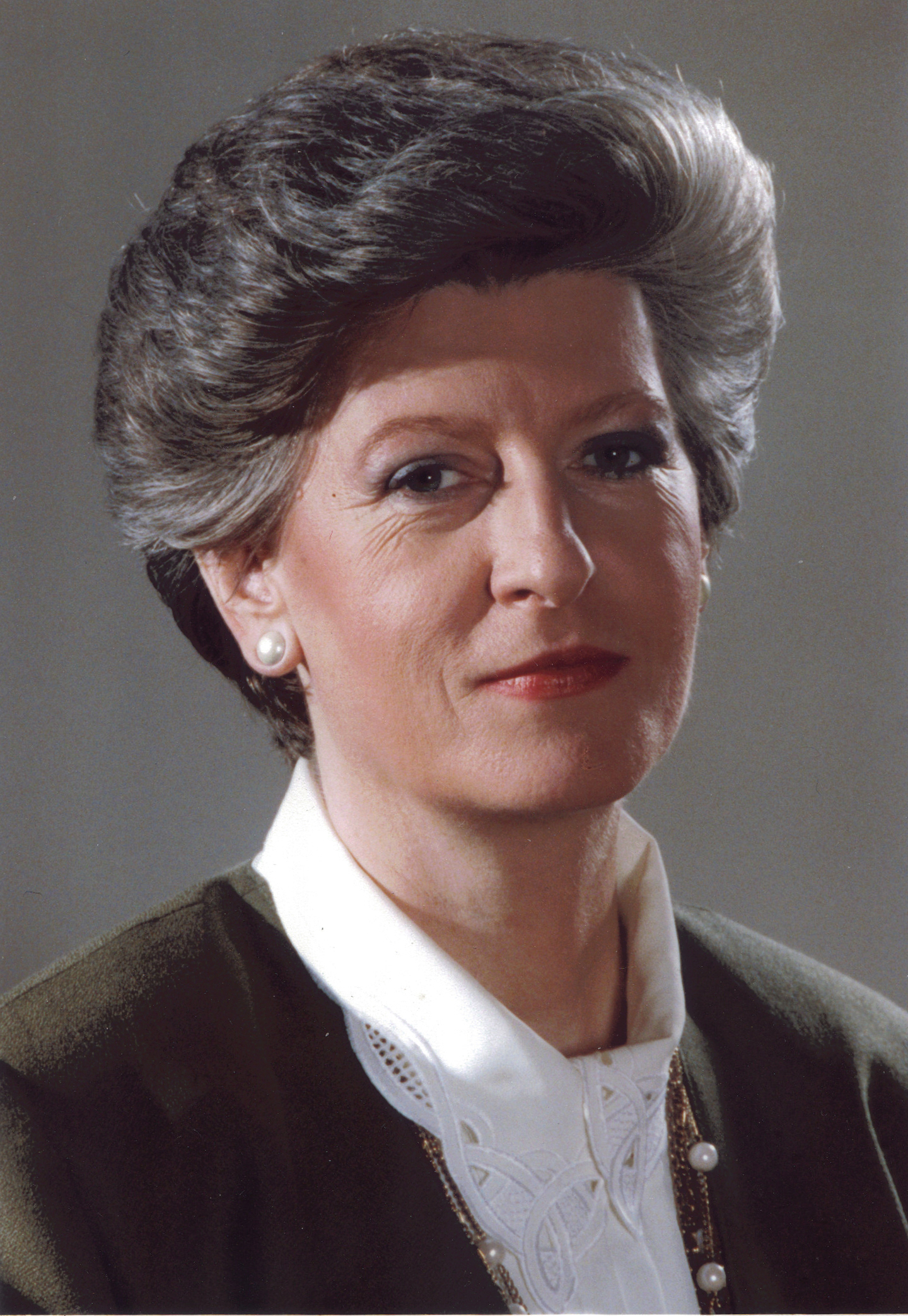
Hanna Suchocka Prezes Rady Ministrów w latach 1992–1993

Pierwsze po II wojnie światowej w pełni demokratyczne i wolne wybory parlamentarne w Polsce odbyły się 27 października 1991. Przy frekwencji wyborczej (43,2%) na 111 ugrupowań uczestniczących w wyborach mandaty poselskie uzyskali reprezentanci 29 z nich. Wyniki tych ostatnich były następujące:
| Komitet Wyborczy                               | Udział w głosach | Liczba uzyskanych mandatów poselskich | Liczba uzyskanych mandatów senatorskich |
| ---------------------------------------------- | ---------------- | ------------------------------------- | --------------------------------------- |
| Unia Demokratyczna                             | 12,31%           | 62                                    | 21                                      |
| Sojusz Lewicy Demokratycznej                   | 11,98%           | 60                                    | 4                                       |
| Wyborcza Akcja Katolicka                       | 8,73%            | 49                                    | 9                                       |
| Polskie Stronnictwo Ludowe – Sojusz Programowy | 8,67%            | 48                                    | 8                                       |
| Konfederacja Polski Niepodległej               | 7,5%             | 46                                    | 4                                       |
| Porozumienie Obywatelskie Centrum              | 8,71%            | 44                                    | 9                                       |
| Kongres Liberalno-Demokratyczny                | 7,48%            | 37                                    | 6                                       |
| Porozumienie Ludowe                            | 5,46%            | 28                                    | 7                                       |
| NSZZ „Solidarność”                             | 5,05%            | 27                                    | 11                                      |
| Polska Partia Przyjaciół Piwa                  | 3,27%            | 16                                    | –                                       |
| Chrześcijańska Demokracja                      | 2,36%            | 5                                     | –                                       |
| Unia Polityki Realnej                          | 2,26%            | 3                                     | –                                       |
| „Solidarność Pracy”                            | 2,06%            | 4                                     | –                                       |
| Stronnictwo Demokratyczne                      | 1,42%            | 1                                     | –                                       |
| Mniejszość Niemiecka                           | 1,18%            | 7                                     | –                                       |

Tak duże rozproszenie mandatów spowodowało kłopoty z utworzeniem stabilnej większości parlamentarnej i rządu. Po dwóch miesiącach konsultacji został utworzony pierwszy w pełni wolny rząd koalicyjny z Janem Olszewskim (PC) jako premierem. Marszałkiem Sejmu został Wiesław Chrzanowski (ZChN), a Senatu August Chełkowski (NSZZ „Solidarność”). Wybory te zakończyły proces formowania się demokratycznych władz w Polsce. Wskazały równocześnie na rosnącą siłę ugrupowań wywodzących się z epoki PRL: SLD i PSL.
Po wyborach w 1991 roku 5 grudnia 1991 roku prezydent Lech Wałęsa (po niepowodzeniu misji tworzenia nowego rządu przez kandydata prezydenckiego Bronisława Geremka) desygnował na stanowisko prezesa rady ministrów Jana Olszewskiego. Olszewski zniechęcony brakiem możliwości utworzenia stałej koalicji złożył rezygnację, która jednak nie została przyjęta przez prezydenta. Ostatecznie po długich negocjacjach 23 grudnia 1991 roku został utworzony koalicyjny prawicowy rząd z Janem Olszewskim na czele. Rząd Jana Olszewskiego pozostawał w konflikcie z prezydentem. Musiało to prędzej czy później doprowadzić do upadku tego gabinetu. Powodem do uchwalenia wotum nieufności stała się tzw. lista Macierewicza, czyli lista osób współpracujących z SB. Na liście znalazły się 64 nazwiska urzędujących ministrów, urzędników i posłów. W tej sytuacji prezydent wysłał do Sejmu wniosek o natychmiastowe odwołanie rządu. Po burzliwej debacie w nocy 5 czerwca 1992 roku uchwalono w Sejmie wotum nieufności wobec rządu premiera Olszewskiego. Prezydent Lech Wałęsa desygnował na premiera Waldemara Pawlaka, jednak ten nie zdołał utworzyć rządu i po 33 dniach podał się do dymisji. W tej sytuacji nowym premierem w lipcu została Hanna Suchocka. Jednak w 1993 roku Sejm uchwalił wobec jej rządu wotum nieufności. W obliczu tych wydarzeń prezydent RP Lech Wałęsa na mocy swych uprawnień podjął decyzję o rozwiązaniu parlamentu i rozpisaniu przedterminowych wyborów.
Zmiany polityczne i ustrojowe, które zaszły w Polsce po 1989 r. wymagały uchwalenia nowej konstytucji. Nie zrealizowano tego w latach 1989–1991 ze względu na to, że większość ugrupowań wywodzących się z Solidarności uważała, że konstytucja powinna być przegłosowana przez w pełni demokratycznie wybrany parlament, którym Sejm Kontraktowy z całą pewnością nie był. Dopiero Sejm kadencji 1991–1993 utworzył Komisję Konstytucyjną i podjął działania zmierzające do rozwiązania tego problemu. Jednak udało mu się tylko uchwalić Małą Konstytucję – Ustawę konstytucyjną z dnia 17 października 1992 r. o wzajemnych stosunkach między władzą ustawodawczą i wykonawczą Rzeczypospolitej Polskiej oraz o samorządzie terytorialnym. Na jej mocy zostały uchylone przepisy Konstytucji PRL z 1952 r. dotyczące ustroju socjalistycznego i wprowadzone nowe, stanowiące podstawę ustroju politycznego i gospodarki rynkowej. Stanowiła ona, że „organami Państwa w zakresie władzy ustawodawczej są Sejm i Senat Rzeczypospolitej Polskiej, w zakresie władzy wykonawczej – Prezydent Rzeczypospolitej Polskiej i Rada Ministrów, w zakresie władzy sądowniczej – niezawisłe sądy”.
Wcześniejsze rozwiązanie parlamentu (1993) przez prezydenta Lecha Wałęsę uniemożliwiło zakończenie prac nad nową konstytucją i spowodowało przełożenie tego zadania na nowy parlament.

#### Wybory parlamentarne w 1993 roku

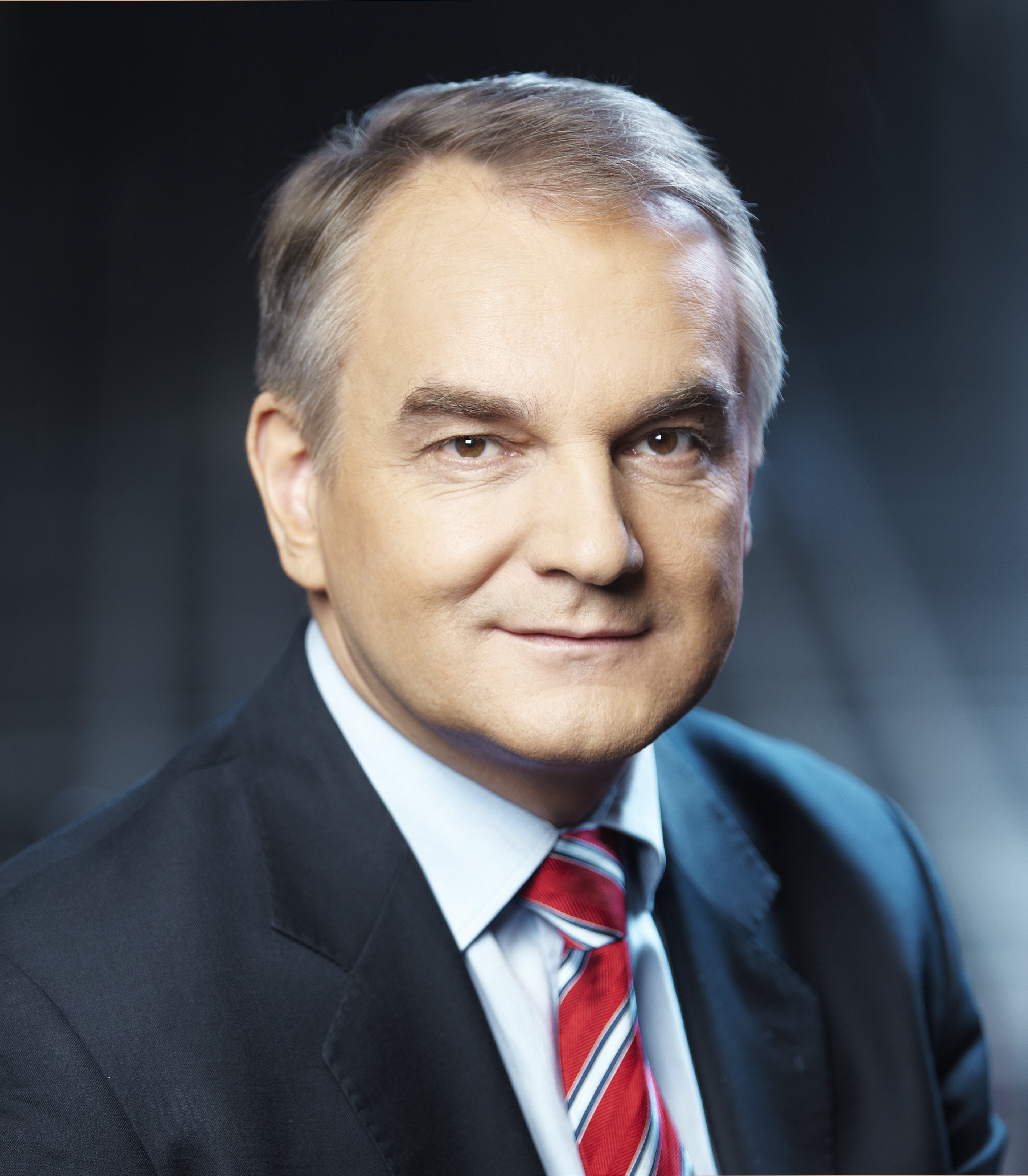
Waldemar Pawlak Prezes Rady Ministrów w latach 1993–1995

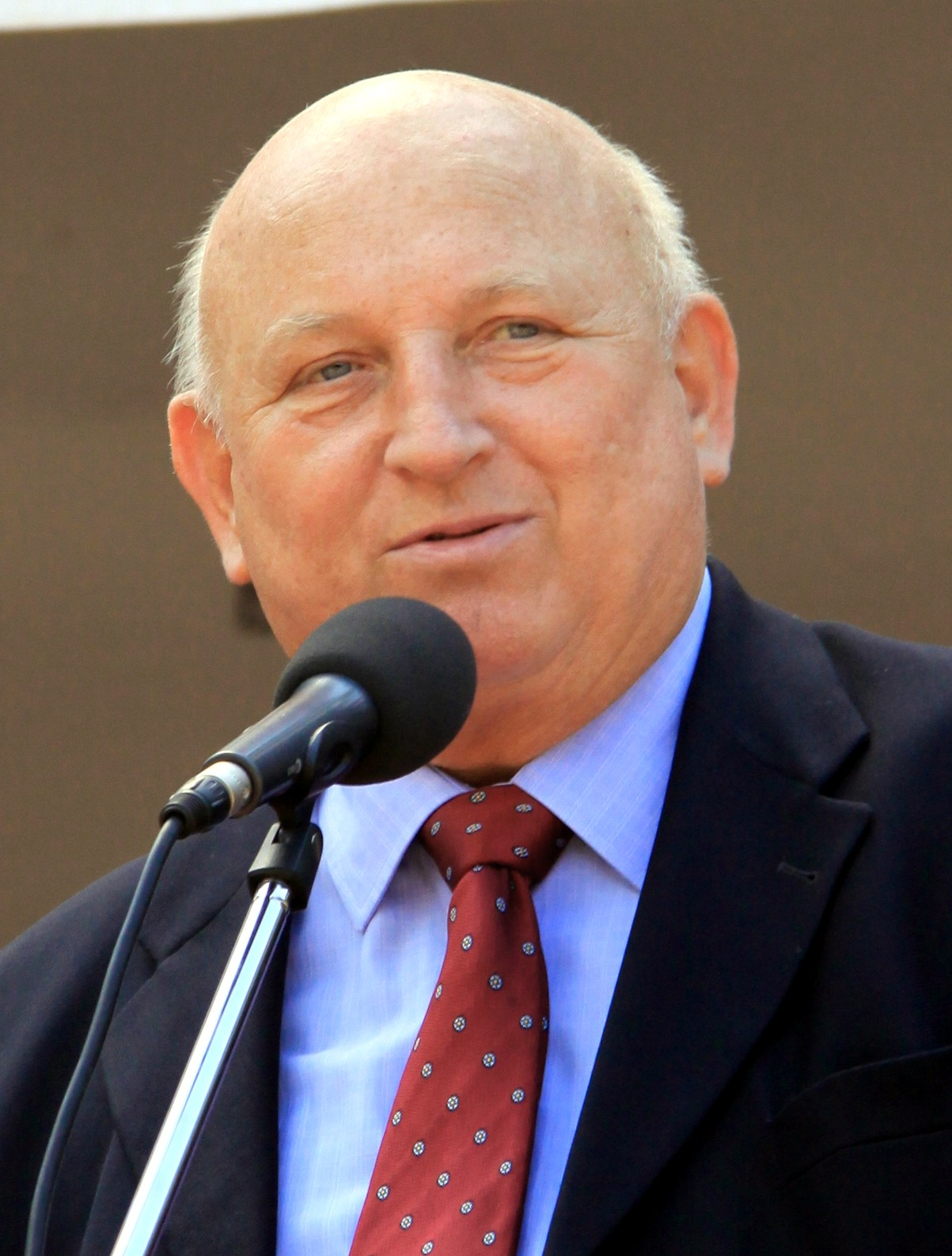
Józef Oleksy Prezes Rady Ministrów w latach 1995–1996

Kolejne w III RP wybory parlamentarne odbyły się 19 września 1993 w oparciu o nową ordynację ustalającą progi wyborcze dla partii politycznych (5%) i koalicji (8%). Przy 53% frekwencji w parlamencie znaleźli się przedstawiciele sześciu ugrupowań politycznych i mniejszości niemieckiej (nie obowiązywał jej próg wyborczy). Były to w kolejności: SLD z 20,41% głosów (171 posłów i 37 senatorów), PSL z 15,40% głosów (132 posłów i 36 senatorów), Unia Demokratyczna (Unia Wolności) z 10,49% głosów (74 posłów i 3 senatorów), Unia Pracy z 7,28% głosów (41 posłów), KPN z 5,77% głosów (22 posłów) Bezpartyjny Blok Wspierania Reform z 5,42% głosów (16 posłów i 2 senatorów) i Mniejszość Niemiecka z 4 posłami. Wyniki wyborów były sukcesem ugrupowań postkomunistycznych, które zawarły umowę koalicyjną i powołały rząd z Waldemarem Pawlakiem (PSL) jako premierem. Rząd ten utrzymał się do lutego 1995 r. i został zastąpiony przez rząd Józefa Oleksego (SLD), a następnie Włodzimierza Cimoszewicza (SLD). Marszałkiem Sejmu został Józef Oleksy (SLD) zastąpiony później przez Józefa Zycha (PSL), a marszałkiem Senatu Adam Struzik (PSL).
W kolejnych wyborach prezydenckich zwyciężył Aleksander Kwaśniewski (51,72%).

### Lata 1997–2004: Polska przed akcesją do Unii Europejskiej

#### Uchwalenie Konstytucji RP przez Zgromadzenie Narodowe
Zgromadzenie Narodowe II Kadencji uchwaliło 2 kwietnia 1997 Konstytucję Rzeczypospolitej Polskiej, nad którą pracowano od 1989 r. W jej świetle ustrój polityczny RP opiera się na podziale i równowadze władzy ustawodawczej (Sejm i Senat), władzy wykonawczej (Prezydent RP i Rada Ministrów) i władzy sądowniczej (sądy i trybunały). Podstawą ustroju gospodarczego jest gospodarka rynkowa oparta na wolności działalności gospodarczej i własności prywatnej. 25 maja 1997 w referendum konstytucyjnym Polacy wyrazili zgodę na wejście w życie konstytucji – za głosowało 52,71% (frekwencja 42,86%).
11 kwietnia 1997 roku Sejm RP II kadencji uchwalił pierwszą ustawę lustracyjną osób pełniących funkcje publiczne. 6 czerwca 1997 roku Sejm RP II kadencji uchwalił nowy Kodeks karny, który zastąpił w momencie wejścia w życie obowiązujący w czasach PRL-u Kodeks karny z 1969 roku nazywany kodeksem Andrejewa. W tym samym dniu Sejm uchwalił również nowy Kodeks postępowania karnego, który zastąpił ten obowiązujący w czasach PRL-u z 1969 roku.
Od 5 lipca do 6 sierpnia 1997 roku Środkową Europę objęła powódź nazywana też powodzią tysiąclecia, w której w południowej i zachodniej Polsce zginęło 56 osób, a szkody oszacowano na ok. 3,5 miliarda dolarów amerykańskich. Powódź spowodowana przez fale obfitych opadów objęła dorzecza Odry, a także górnej Wisły i Łaby. Pomimo dramatycznej sytuacji w zlewni górnej Odry (Kłodzko, Wodzisław Śląski, Racibórz) w kraju początkowo nie spodziewano się rozmiaru następstw fali powodziowej. Sytuację zmieniło zalanie Opola i bezpośrednie zagrożenie Wrocławia. Rząd premiera Włodzimierza Cimoszewicza krytykowany w związku z niedostatecznymi i spóźnionymi działaniami w zakresie przeciwdziałania skutkom powodzi uruchomił rezerwę budżetową w celu pomocy powodzianom. Prezydent Aleksander Kwaśniewski ogłosił w Polsce jednodniową żałobę narodową 18 lipca 1997 roku. 27 sierpnia 1997 roku uchwalono ustawę o stosowaniu szczególnych rozwiązań podatkowych w związku z likwidacją skutków powodzi, która miała miejsce w lipcu 1997 r.

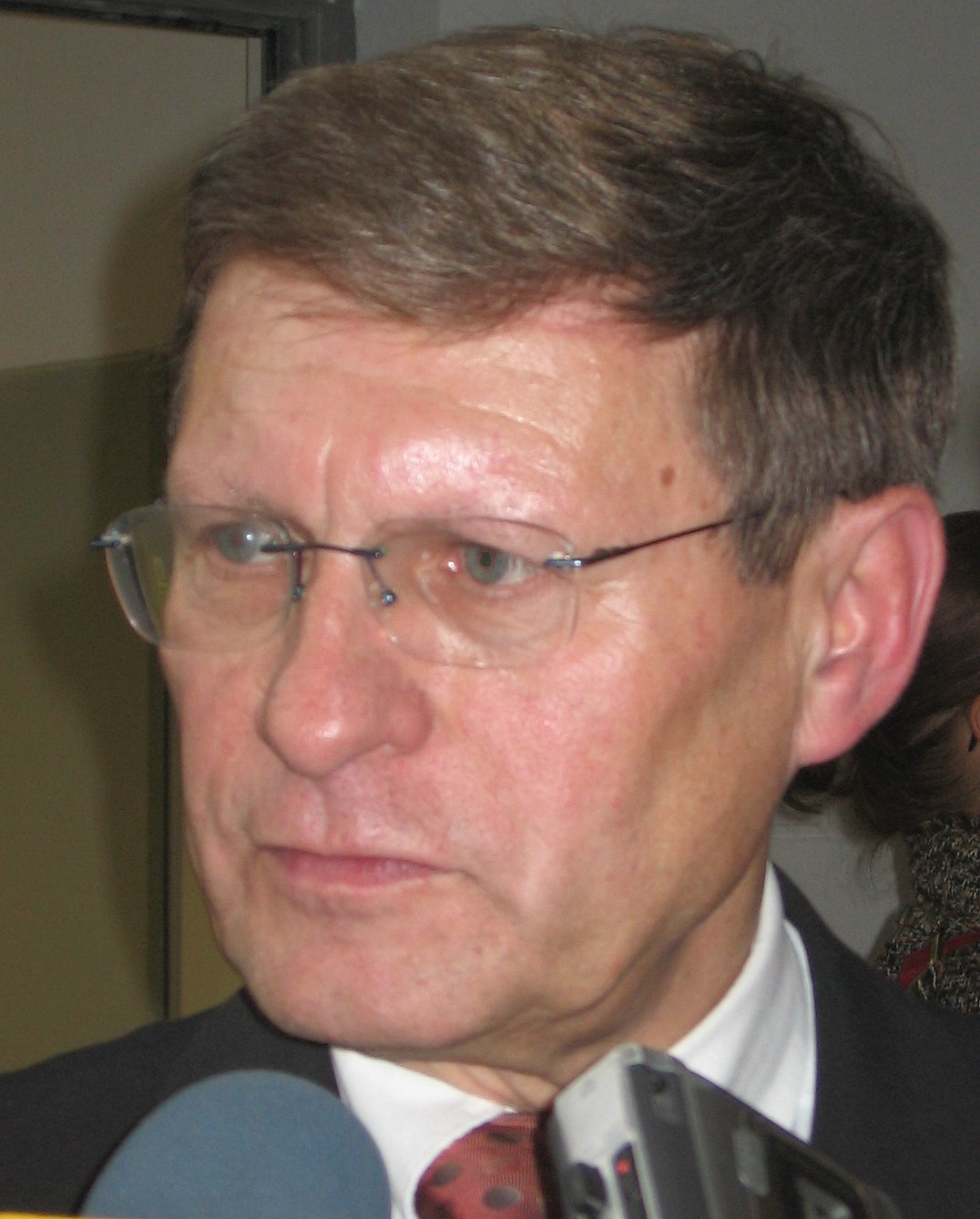
Leszek Balcerowicz – wicepremier rządu koalicyjnego AWS-UW

#### Wybory parlamentarne w 1997 roku

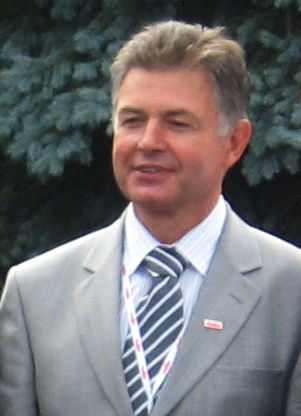
Marian Krzaklewski – lider AWS

Wybory parlamentarne z 21 września 1997 zakończyły się sukcesem Akcji Wyborczej Solidarność, która zdobyła 33,83% głosów (202 posłów i 51 senatorów). Kolejne ugrupowania, które znalazły się w parlamencie to: SLD z 27,13% głosów (164 posłów i 28 senatorów), UW z 13,37% głosów (60 posłów i 8 senatorów), PSL z 7,31% głosów (27 posłów i 3 senatorów), Ruch Odbudowy Polski z 5,56% głosów (6 posłów i 5 senatorów), Mniejszość Niemiecka 2 mandaty poselskie, a kandydaci niezależni 5 mandatów senatorskich. Zwycięstwo Akcji Wyborczej Solidarność, która uzyskała 1/3 głosów potwierdza zdobycie nowej wiedzy o demokracji przez społeczeństwo polskie. Głosowało ono na duże ugrupowania polityczne, a odrzuciło niewielkie efemerydy nie dające nadziei na polepszenie sytuacji politycznej i gospodarczej. Akcja Wyborcza utworzyła rząd wraz z Unią Wolności. Na jego czele stanął Jerzy Buzek. W późniejszym czasie UW wycofała się z koalicji. Jednakże rząd dotrwał do końca kadencji Sejmu. Powodem tego stanu rzeczy było to iż UW, choć formalnie poza koalicją z AWS, w zamian za objęcie przez Leszka Balcerowicza stanowiska prezesa NBP, poparła projekt budżetu na 2001 nie doprowadzając do upadku gabinetu Jerzego Buzka. 24 lipca 1998 Sejm uchwalił ustawę o wprowadzeniu zasadniczego trójstopniowego podziału terytorialnego państwa, która z dniem 1 stycznia 1999 wprowadziła reformę administracyjną w Polsce polegającą na przywróceniu istniejących przed reformą z 1975 roku powiatów oraz zmniejszeniu liczby województw z 49 do 16. 25 lipca 1998 Sejm uchwalił ustawę wprowadzającą z dniem 1 września 1999 reformę systemu oświaty m.in. tworzącą 3-letnie gimnazja jako etapu pośredniego pomiędzy 6-letnią szkołą podstawową a szkołą średnią (3-letnim liceum i 4-letnim technikum) lub 2-3 letnią zasadniczą szkołą zawodową i przekształcającą licea zawodowe w licea profilowane. 1 stycznia 1999 weszła w życie uchwalona przez Sejm 18 lipca 1998 ustawa zmianie ustawy o powszechnym ubezpieczeniu zdrowotnym oraz o zmianie niektórych ustaw, która wprowadziła kasy chorych w ramach reformy służby zdrowia decentralizującej system ubezpieczeń zdrowotnych. 17 grudnia 1998 Sejm uchwalił ustawę o emeryturach i rentach z Funduszu Ubezpieczeń Społecznych, która z dniem 1 stycznia 1999 wprowadziła reformę systemu emerytalnego w Polsce, tworząc trzy filary emerytalne – pierwszy oparty na FUS, drugi oparty na Otwartych Funduszach Emerytalnych (OFE) i trzeci oparty na IKE, IKZE i PPE.

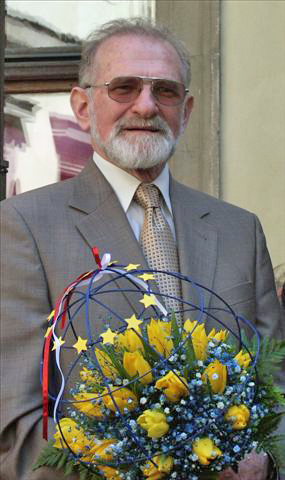
Minister Bronisław Geremek, który podpisał dokumenty ratyfikacyjne NATO

#### Przystąpienie Polski do NATO
12 marca 1999 po wielu latach starań i zabiegów dyplomatycznych Polska została przyjęta do NATO.
8 października 2000 Aleksander Kwaśniewski po raz drugi wygrał wybory prezydenckie, tym razem już w pierwszej turze, uzyskując 53,9% głosów wygrywając m.in. z Andrzejem Olechowskim (17,3% głosów) i Marianem Krzaklewskim (15,57% głosów).

#### Wybory parlamentarne w 2001 roku

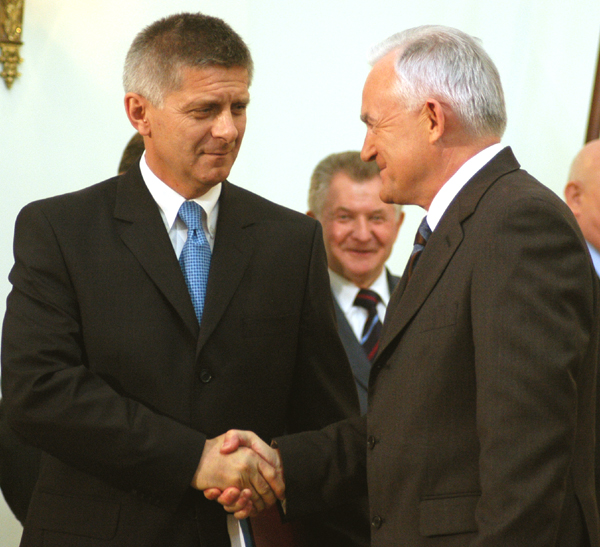
Prezesi Rady Ministrów Leszek Miller (2001–2004) i Marek Belka (2004–2005)

W wyborach parlamentarnych z 23 września 2001 wygrała koalicja SLD/UP uzyskując 41,04% głosów. Do parlamentu weszły ponadto Platforma Obywatelska 12,68%, Samoobrona 10,2% Prawo i Sprawiedliwość 9,5%, Liga Polskich Rodzin 7,97%, Polskie Stronnictwo Ludowe 8,98%. Klęskę poniosły AWS (5,6%) i Unia Wolności (3,2%), które nie dostały się do parlamentu. Porażka ugrupowań sprawujących władzę spowodowana była niezadowoleniem z wprowadzania 4 reform: służby zdrowia, edukacji, podziału terytorialnego oraz ubezpieczeń społecznych, licznymi przypadkami korupcji oraz wyraźnym wzrostem bezrobocia. SLD/UP i PSL utworzyły rząd, na czele którego stanął Leszek Miller. W późniejszym czasie Leszek Miller za niezachowanie dyscypliny koalicyjnej w głosowaniach usunął PSL z koalicji. Powstał rząd mniejszościowy. W czerwcu 2003 roku Leszek Miller zwrócił się do Sejmu o udzielenie mu wotum zaufania. Sejm udzielił wotum zaufania premierowi Leszkowi Millerowi. 29 czerwca 2002 roku w wyniku wejścia w życie ustawy z dnia 24 maja 2002 r. istniejący od 1990 roku Urząd Ochrony Państwa (UOP) został zastąpiony przez utworzone w jego miejsce Agencję Bezpieczeństwa Wewnętrznego (ABW) i Agencję Wywiadu (AW).
7 i 8 czerwca 2003 Polacy w referendum wyrazili zgodę na wstąpienie Polski do Unii Europejskiej.

### Lata 2004–2015: Pierwsze lata Polski w Unii Europejskiej

#### Wejście Polski do Unii Europejskiej

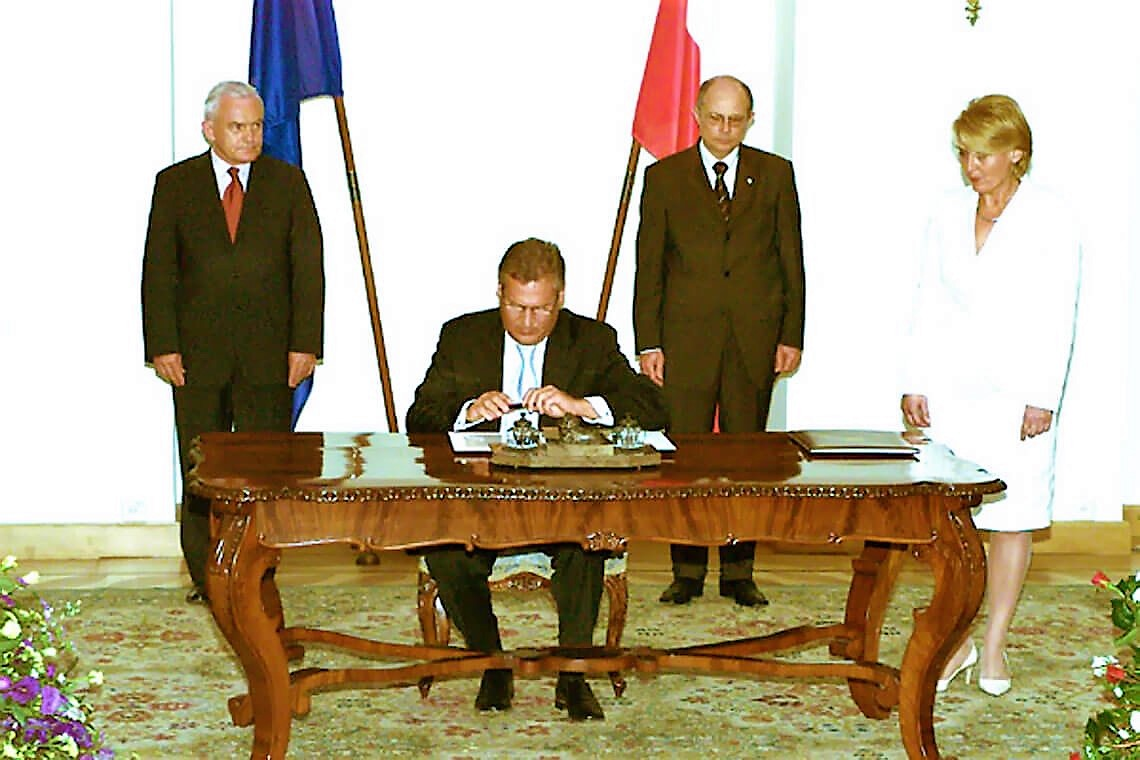
Podpisanie przez prezydenta Aleksandra Kwaśniewskiego traktatu dotyczącego przystąpienia Polski do Unii Europejskiej

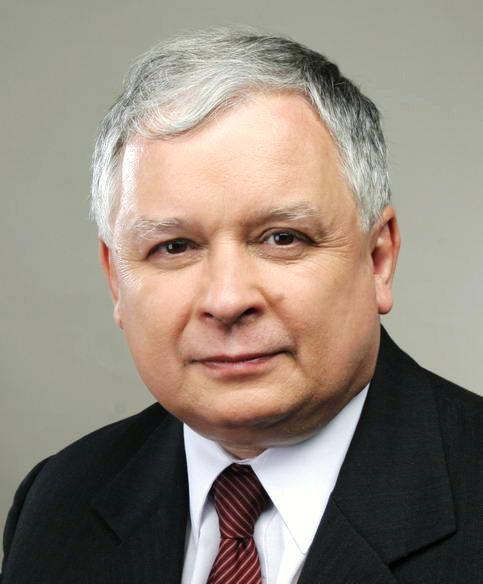
Lech Kaczyński, prezydent Polski w latach 2005–2010

1 maja 2004 Rzeczpospolita Polska oficjalnie przystąpiła do UE. Dzień później rząd Leszka Millera podał się do dymisji. 13 czerwca 2004 odbyły się pierwsze wybory do Parlamentu Europejskiego.

#### Wybory parlamentarne i prezydenckie w 2005 roku
W wyborach parlamentarnych z 2005 r., które odbyły się 25 września, wygrało Prawo i Sprawiedliwość uzyskując 26,99% głosów i 155 mandatów w Sejmie. Tuż za nią uplasowała się Platforma Obywatelska, która otrzymała 24,15% głosów (133 mandaty).
Po nieudanych rozmowach koalicyjnych między PO a PiS premierem został Kazimierz Marcinkiewicz.
Wybory prezydenckie wygrał Lech Kaczyński z PiS, pokonując w drugiej turze Donalda Tuska z Platformy Obywatelskiej. I tura odbyła się 9 października 2005, II tura 23 października 2005. 23 grudnia 2005, został zaprzysiężony przed Zgromadzeniem Narodowym na prezydenta, a w swoim pierwszym przemówieniu zapowiedział aktywność w polityce wewnętrznej i zagranicznej.

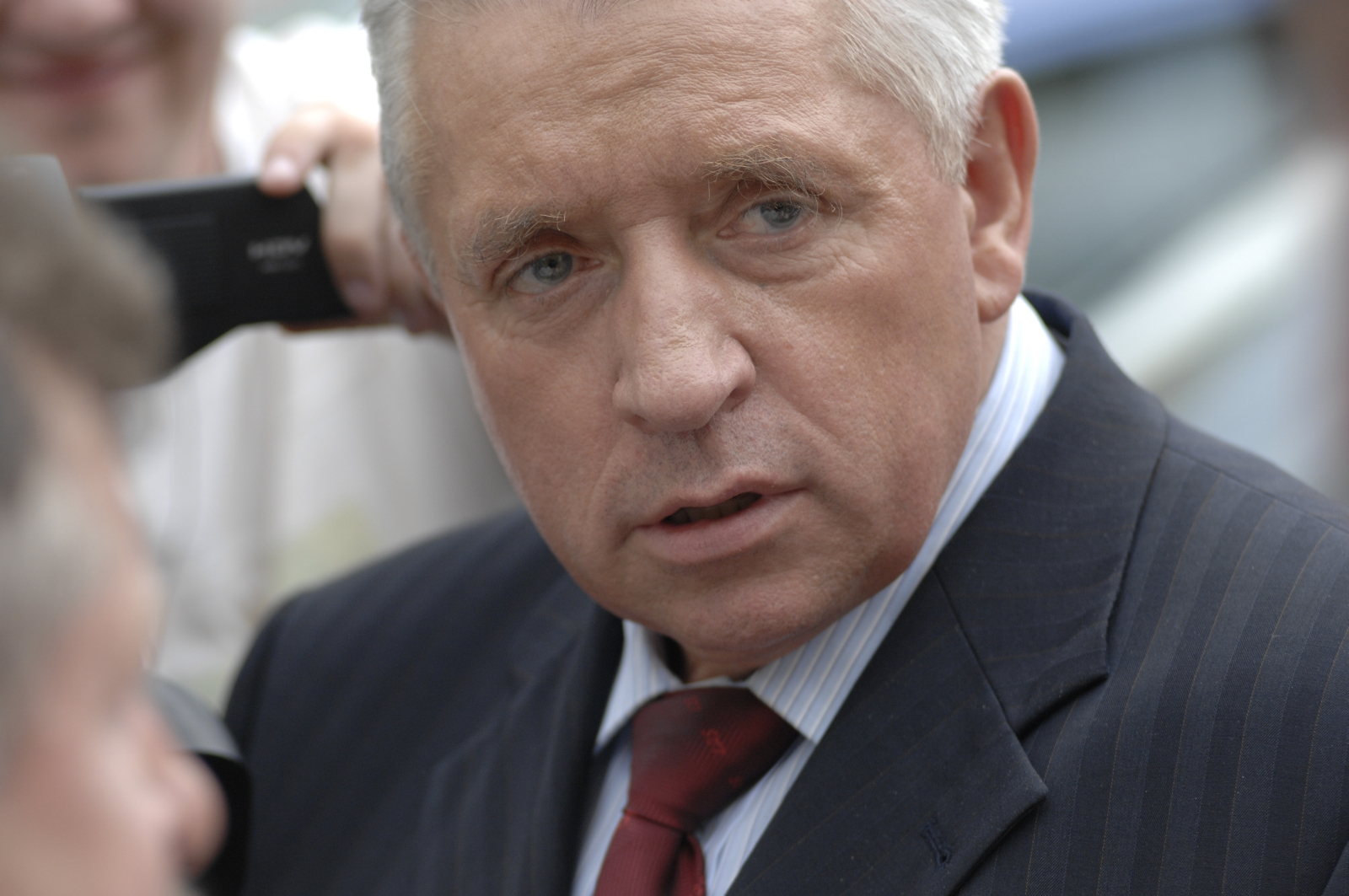
Wicepremier i minister rolnictwa Andrzej Lepper w latach 2006–2007

Wybory parlamentarne z jesieni 2005 nie wyłoniły większościowego rządu. Szybko okazało się, że współpraca pomiędzy największymi partiami w Sejmie – PO i PiS jest niemożliwa. Powstał gabinet mniejszościowy, który nie mógł sprawnie rządzić. Próbowano stwarzać zaplecze dla rządu poprzez różnego typu umowy, w tym najważniejszą tzw. Pakt stabilizacyjny. Pakt nie przetrwał próby czasu, unieważniono go po niecałym miesiącu. W ramach paktu stabilizacyjnego uchwalono m.in. 24 maja 2006 ustawę likwidującą Wojskowe Służby Informacyjne (WSI) i powołującą w ich miejsce Służbę Wywiadu Wojskowego (SWW) i Służbę Kontrwywiadu Wojskowego (SKW).
5 maja 2006 roku zawiązano koalicję. Stanowiska wicepremierów otrzymali kontrowersyjni politycy – Roman Giertych i Andrzej Lepper. Po kolejnych kryzysach, koalicja rządząca rozpadła się i 7 września 2007 roku Sejm podjął decyzję o skróceniu kadencji. Sejm V kadencji w latach 2005–2007 uchwalił ustawy m.in. wprowadzającą jednorazową zapomogę z tytułu urodzenia się dziecka (tzw. becikowe), o przekształceniach i zmianach w podziale zadań i kompetencji organów państwowych właściwych w sprawach łączności, radiofonii i telewizji (duża część zapisów tej ustawy zakwestionowana została przez Trybunał Konstytucyjny), powołującą Centralne Biuro Antykorupcyjne (CBA), drugą ustawę lustracyjną, powołującą tzw. sądy 24-godzinne, o przygotowaniu finałowego turnieju Mistrzostw Europy w Piłce Nożnej UEFA EURO 2012 i o tworzeniu i działaniu wielkopowierzchniowych obiektów handlowych, która wyrokiem Trybunału Konstytucyjnego z 8 lipca 2008 roku została uznana w całości za niezgodną z Konstytucją RP. Sejm V kadencji uchwalił 8 września 2006 również ustawę zmieniającą Konstytucję RP, która wprowadziła możliwość ekstradycji obywatela polskiego na wniosek innego państwa lub sądowego organu międzynarodowego.

#### Przedterminowe wybory parlamentarne w 2007 roku

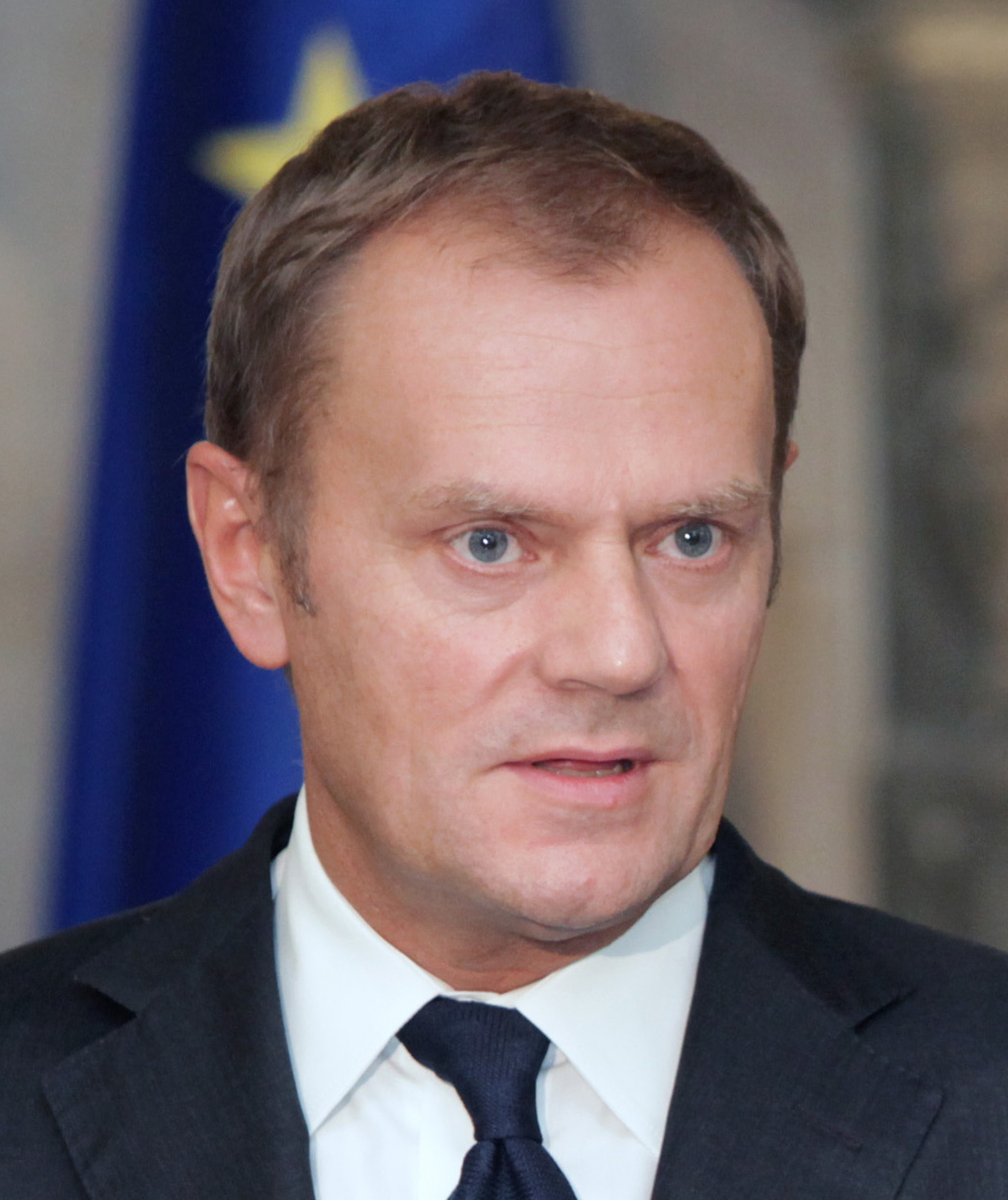
Donald Tusk premier w latach 2007–2014 i ponownie od 2023

Wybory parlamentarne przeprowadzone 21 października 2007 wygrała PO, uzyskując 41,51% głosów, co dało 209 mandatów w sejmie. Drugie miejsce zajęło PiS, które zdobyło 32,11% głosów, co dało 166 posłów. Kolejne miejsca zajęła koalicja Lewica i Demokraci (SLD, SDPL, PD, UP), zdobywając 13,2% głosów – 53 mandaty. Do Sejmu weszło też PSL, uzyskując 8,91% głosów, co dało 31 mandatów poselskich. W Sejmie nie znalazły się za to współrządzące w poprzedniej kadencji LPR i Samoobrona, które nie przekroczyły 5 procentowego progu wyborczego. PO utworzyła rząd w koalicji z PSL. Premierem nowego rządu został Donald Tusk, a prezes PSL Waldemar Pawlak został wicepremierem i ministrem gospodarki. W Senacie bezwzględną większość mandatów zdobyła PO.
7 maja 2009 Sejm VI kadencji uchwalił ustawę o zmianie Konstytucji RP dotyczącą rozszerzenia przesłanek biernego prawa wyborczego, która wprowadziła z dniem 21 października 2009 zakaz kandydowania i wybierania do Sejmu i do Senatu osób skazanych prawomocnym wyrokiem sądu na karę pozbawienia wolności za przestępstwo umyślne, ścigane z oskarżenia publicznego.

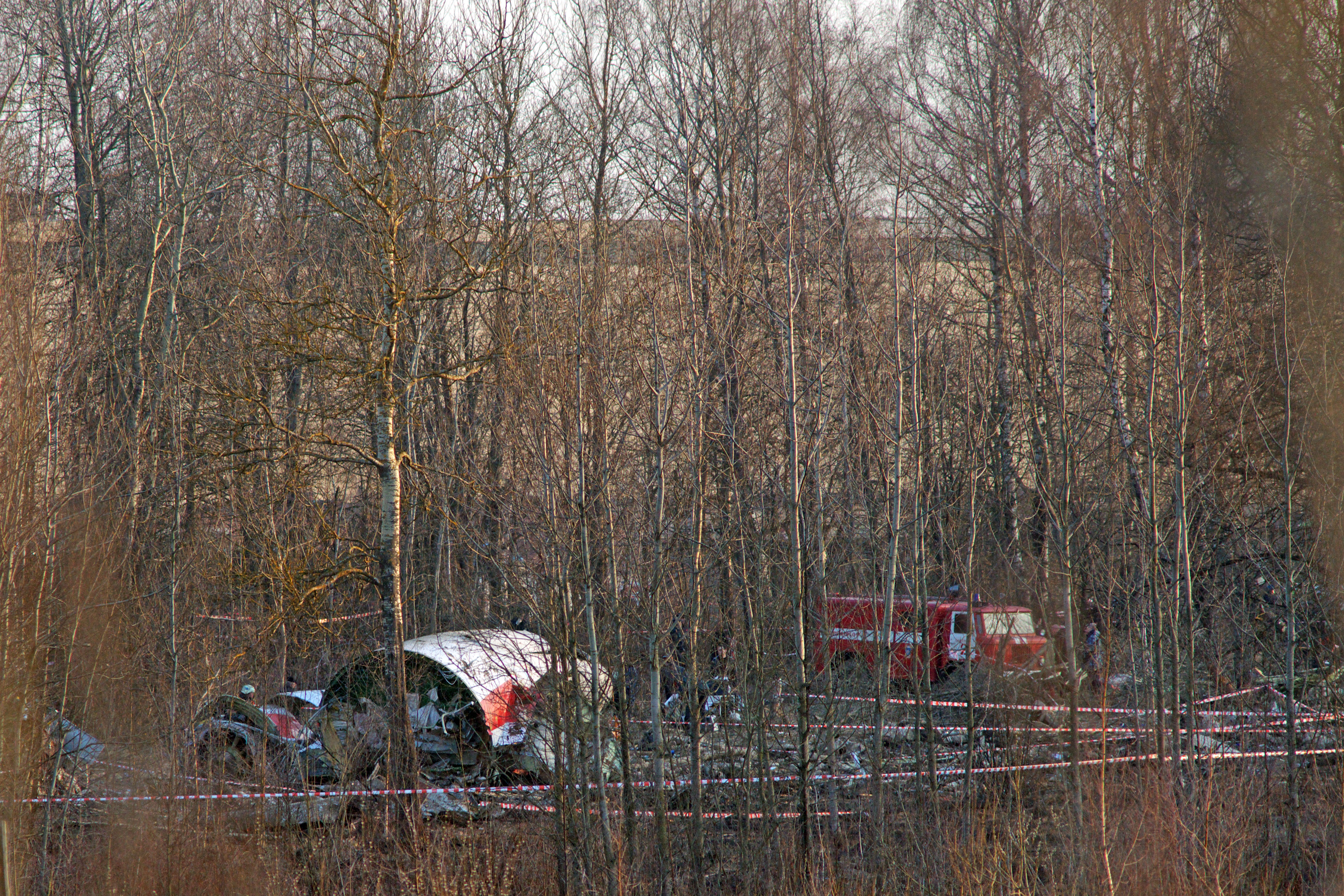
Szczątki samolotu na miejscu katastrofy (10 kwietnia 2010)

10 kwietnia 2010 samolot rządowy z polską delegacją na uroczystości związane z 70. rocznicą zbrodni katyńskiej, z prezydentem RP Lechem Kaczyńskim na czele, rozbił się podchodząc do lądowania w Smoleńsku. Zginęli wszyscy uczestnicy lotu (96 osób).
Zgodnie z Konstytucją RP, marszałek Sejmu Bronisław Komorowski przejął obowiązki prezydenta RP, a po jego rezygnacji marszałek Senatu Bogdan Borusewicz, a następnie nowy marszałek Sejmu Grzegorz Schetyna.

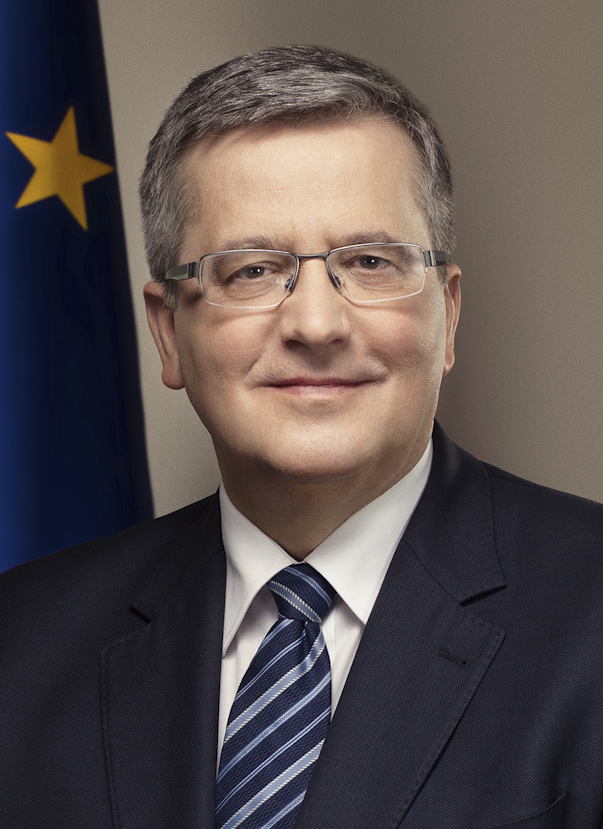
Bronisław Komorowski, prezydent Polski w latach 2010–2015

#### Przedterminowe wybory prezydenckie w 2010 roku
I tura przedterminowych wyborów prezydenckich odbyła się 20 czerwca i nie przyniosła ostatecznego rozstrzygnięcia. Najwięcej głosów (41,54%) otrzymał kandydat PO Bronisław Komorowski, drugi wynik osiągnął kandydat PiS Jarosław Kaczyński (36,46%). Kolejne miejsca zajęli Grzegorz Napieralski – kandydat SLD (13,68%) i Janusz Korwin-Mikke (Wolność i Praworządność) – 2,48%. W II turze, która odbyła się 4 lipca zwyciężył Bronisław Komorowski uzyskując 53,01% głosów, Jarosław Kaczyński zdobył 46,99% głosów.
6 sierpnia 2010 Bronisław Komorowski został zaprzysiężony przed Zgromadzeniem Narodowym na prezydenta RP.
5 stycznia 2011 Sejm VI kadencji uchwalił Kodeks wyborczy i ustawę – Przepisy wprowadzające Kodeks wyborczy, który w momencie wejścia w życie w dniu 1 sierpnia 2011 zastąpił dotychczasowe ustawy dotyczące wyborów w Polsce. Kodeks wyborczy został uchwalony na podstawie projektu zgłoszonego 26 czerwca 2008 przez grupę posłów z Klubu Poselskiego Lewica i Demokraci.

#### Wybory parlamentarne w 2011 roku

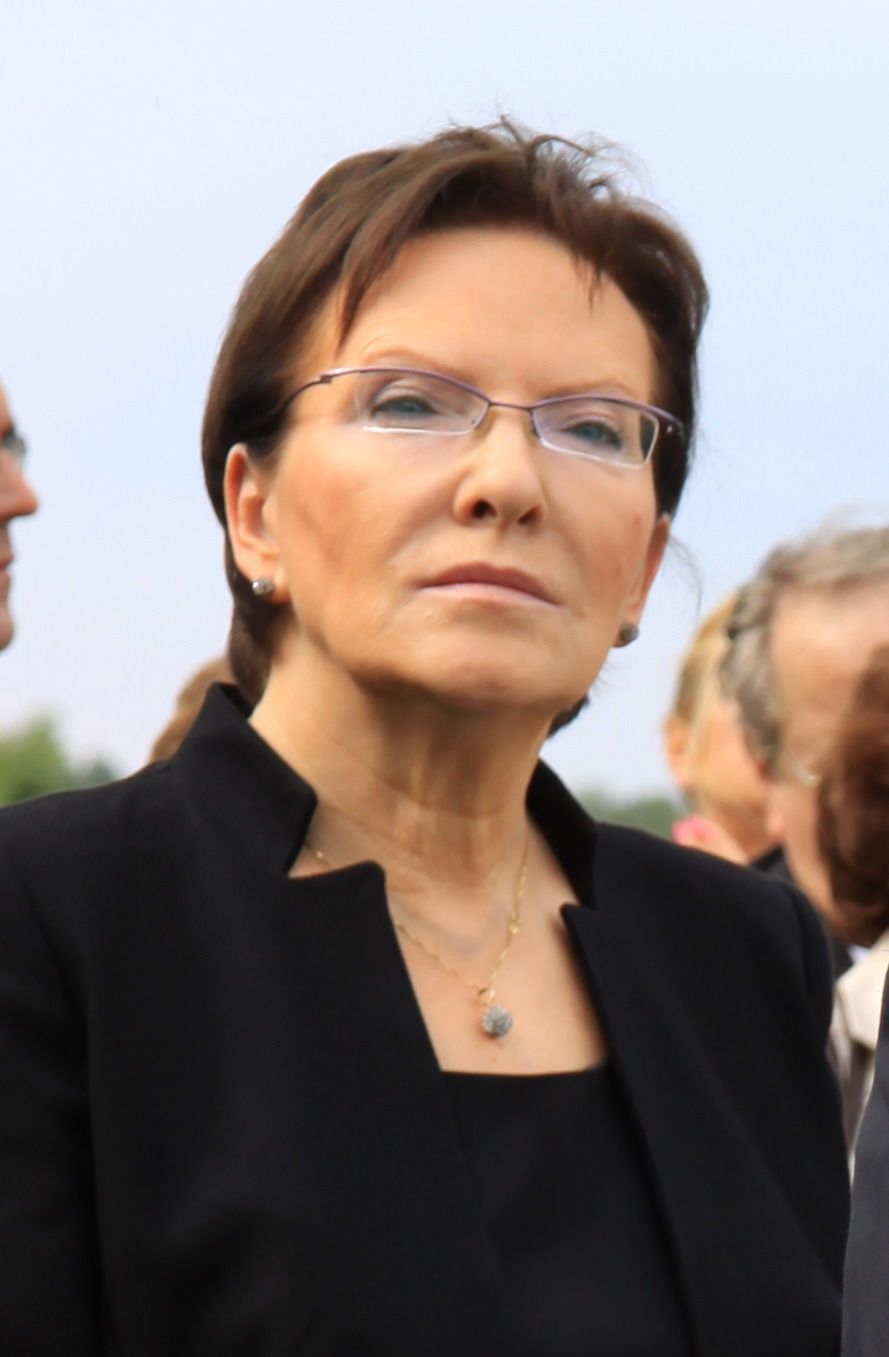
Przewodnicząca PO, premier w latach 2014–2015 – Ewa Kopacz

Wybory parlamentarne przeprowadzone 9 października 2011 wygrała PO, uzyskując 39,18% głosów, co dało 207 mandatów w sejmie. Drugie miejsce zajęło PiS, które zdobyło 29,89% głosów, co dało 157 posłów. Kolejne miejsca zajął Ruch Palikota, zdobywając 10,02% głosów – 40 mandatów. Do Sejmu weszło też PSL, uzyskując 8,36% głosów – 28 mandatów i SLD, uzyskując 8,24% głosów, co dało 27 mandatów poselskich. PO utworzyła ponownie rząd w koalicji z PSL. Premierem nowego rządu powtórnie został Donald Tusk, a prezes PSL Waldemar Pawlak znów został wicepremierem i ministrem gospodarki. W Senacie bezwzględną większość mandatów, tak, jak w poprzednich wyborach, zdobyła PO. 
11 maja 2012 Sejm RP uchwalił ustawę o zmianie ustawy o emeryturach i rentach z Funduszu Ubezpieczeń Społecznych oraz niektórych innych ustaw, która od 1 stycznia 2013 wprowadziła reformę emerytalną polegającą na stopniowym wydłużeniu i zrównaniu wieku emerytalnego kobiet i mężczyzn do 67 lat. 22 listopada 2013 Sejm RP uchwalił ustawę o postępowaniu wobec osób z zaburzeniami psychicznymi stwarzających zagrożenie życia, zdrowia lub wolności seksualnej innych osób nazywaną w mediach „ustawą o bestiach”, która 22 stycznia 2014 wprowadziła regulacje dotyczące procedur postępowania wobec osób „stwarzających zagrożenie” i utworzyła Krajowy Ośrodek Zapobiegania Zachowaniom Dyssocjalnym (KOZZD). 6 grudnia 2013 Sejm RP uchwalił ustawę o zmianie niektórych ustaw w związku z określeniem zasad wypłaty emerytur ze środków zgromadzonych w otwartych funduszach emerytalnych, która weszła w życie 1 lutego 2014 i przewidywała przekazanie w dniu 3 lutego 2014 do Zakładu Ubezpieczeń Społecznych (ZUS) skarbowych papierów wartościowych posiadanych przez OFE, a następnie ich umorzenie. 5 grudnia 2014 Sejm RP uchwalił ustawę o Karcie Dużej Rodziny, która weszła w życie 1 stycznia 2015, a wcześniej była realizowana od 16 czerwca 2014 na podstawie rozporządzenia Rady Ministrów z 27 maja 2014 roku w sprawie szczegółowych warunków realizacji rządowego programu dla rodzin wielodzietnych.

### Lata 2015–2023: Polska pod rządamiZjednoczonej Prawicy

#### Wybory parlamentarne i prezydenckie w 2015 roku
I tura wyborów prezydenckich odbyła się 10 maja i nie przyniosła ostatecznego rozstrzygnięcia. Najwięcej głosów (34,76%) otrzymał kandydat PiS Andrzej Duda, drugi wynik osiągnął kandydat popierany przez PO i ubiegający się o reelekcję Bronisław Komorowski (33,77%). Kolejne miejsca zajęli Paweł Kukiz – kandydat bezpartyjny (20,8%) i Janusz Korwin-Mikke (KORWiN) – 3,26%. W II turze, która odbyła się 24 maja zwyciężył Andrzej Duda uzyskując 51,55% głosów i wygrywając z urzędującym prezydentem Bronisławem Komorowskim, który zdobył 48,45% głosów. Zaprzysiężenie Andrzeja Dudy na Prezydenta RP odbyło się 6 sierpnia 2015 roku przed Zgromadzeniem Narodowym.

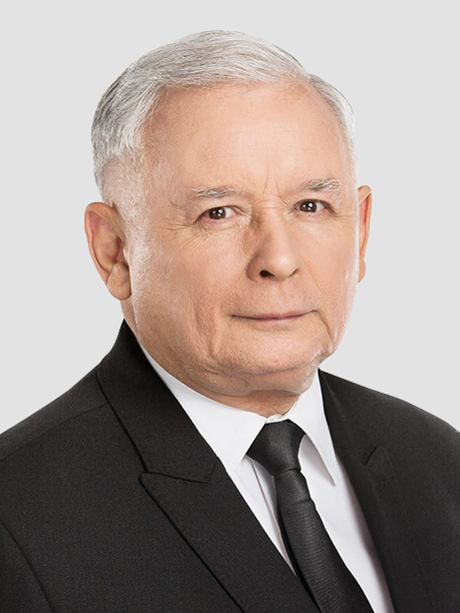
Jarosław Kaczyński, prezes PiS, premier w latach 2006–2007, wicepremier w latach 2020–2022 i 2023

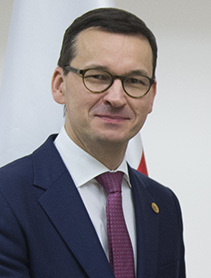
Mateusz Morawiecki premier w latach 2017-2023

Wybory parlamentarne zostały przeprowadzone 25 października 2015. Do Sejmu weszło 5 partii. Zwycięski komitet wyborczy Prawo i Sprawiedliwość, który uzyskał 37,58% głosów (235 mandatów), jako pierwszy od 1989 roku zdobył większość umożliwiającą sformowanie samodzielnego rządu. Do Sejmu dostały się także: Platforma Obywatelska, Kukiz’15, Nowoczesna i Polskie Stronnictwo Ludowe. Poza parlamentem znalazła się lewica. Premierem została Beata Szydło zastąpiona następnie w 2017 roku przez Mateusza Morawieckiego. Od wyborów w 2015 roku do wyborów w 2023 roku obserwowano przesunięcie się ciężaru realnej władzy w państwie na prezesa partii rządzącej kosztem konstytucyjnych organów władzy. W połączeniu z innymi zjawiskami doprowadziło to do sytuacji określanej niekiedy jako kryzys konstytucyjny. W mediach i przez niektórych polityków zaczęło być stosowane określenie IV Rzeczpospolita w stosunku do Polski pod rządami partii politycznej Prawo i Sprawiedliwość i jej koalicjantów (w latach 2015–2017 Solidarna Polska i Polska Razem, w latach 2017–2021 Solidarna Polska i Porozumienie, a w latach 2021–2023 Solidarna Polska i Partia Republikańska), a w mediach pojawiły się opinie o końcu III RP po dojściu do władzy partii Prawo i Sprawiedliwość (tzw. „IV Rzeczpospolita”). Sam prezes partii politycznej Prawo i Sprawiedliwość Jarosław Kaczyński w wywiadzie dla tygodnika „Sieci” z 6 października 2024 roku uznał, że po dojściu do władzy koalicji KO-PSL-PL2050-NL i zaprzysiężeniu trzeciego rządu Donalda Tuska przez prezydenta RP Andrzeja Dudę w dniu 13 grudnia 2023 roku i działania związane ze zmianami w mediach publicznych i Prokuraturze Krajowej jego zdaniem doprowadziły do końca III RP oraz stwierdził, że potrzebne będzie uchwalenie nowej Konstytucji RP. W 2015 roku wybór pięciu sędziów Trybunału Konstytucyjnego przez Sejm VII kadencji, a następnie wybór kolejnych pięciu sędziów Trybunału Konstytucyjnego przez Sejm VIII kadencji  doprowadziło do rozpoczęcia się kryzysu wokół Trybunału Konstytucyjnego w Polsce. Od 16 grudnia 2016 do 12 stycznia 2017 trwał protest części opozycji przeciwko wprowadzeniu zmian w organizacji pracy dziennikarzy w Sejmie i z powodu wykluczenia z 33. posiedzenia Sejmu VIII kadencji posła PO Michała Szczerby, polegający na zablokowaniu przez posłów PO, Nowoczesnej i PSL mównicy w Sejmie, co doprowadziło do powstania wtedy kryzysu sejmowego. 20 lipca 2017 roku Sejm VIII kadencji z inicjatywy posłów partii politycznej Prawo i Sprawiedliwość oraz jej koalicjantów uchwalił nową ustawę o Sądzie Najwyższym oraz nowelizację ustaw o Krajowej Radzie Sądownictwa (KRS) i Prawo o ustroju sądów powszechnych co w konsekwencji doprowadziło do początku kryzysu wokół Sądu Najwyższego w Polsce i było przyczyną protestów przeciwko zmianom w sądownictwie w Polsce i protestów w obronie Sądu Najwyższego w Polsce. W 2016 roku Sejm RP uchwalił ustawy m.in. wprowadzającą program Rodzina 500 plus, ustawę antyterrorystyczną, powołującą Krajową Administrację Skarbową (KAS) jako naczelnego organu administracji skarbowej i celnej w Polsce, dezubekizacyjną, wprowadzającą Radę Mediów Narodowych przejmującą kompetencję od KRRiT w zakresie wyborów władz Telewizji Polskiej (TVP) i Polskiego Radia, likwidującą Radę Ochrony Pamięci Walk i Męczeństwa, przywracającą wiek emerytalny sprzed reformy z 11 maja 2012 - 60 lat dla kobiet i 65 lat dla mężczyzn oraz Prawo oświatowe wprowadzające reformę systemu oświaty w 2017 roku polegającą m.in. na likwidacji gimnazjów i zastąpieniu zasadniczych szkół zawodowych szkołami branżowymi I stopnia. W tym samym roku powstała także Polska Fundacja Narodowa. W 2017 roku m.in. zlikwidowano istniejące od 1996 roku Ministerstwo Skarbu Państwa, powstały Wojska Obrony Terytorialnej (WOT) jako piąty rodzaj Sił Zbrojnych Rzeczypospolitej Polskiej, powstał Narodowy Instytut Wolności – Centrum Rozwoju Społeczeństwa Obywatelskiego i Instytut Solidarności i Męstwa, wprowadzono rejestr sprawców przestępstw na tle seksualnym w Polsce oraz powstał Krajowy Ośrodek Wsparcia Rolnictwa (KOWR) w wyniku połączenia Agencji Rynku Rolnego (ARR) i Agencji Nieruchomości Rolnych (ANR). W 2018 roku m.in. powołano Służbę Ochrony Państwa (SOP) w miejsce Biura Ochrony Rządu (BOR), Urząd Ochrony Danych Osobowych (UODO) w miejsce Generalnego Inspektora Ochrony Danych Osobowych (GIODO), powstało Państwowe Gospodarstwo Wodne Wody Polskie jako naczelny polski organ administracji wodnej i uchwalono m.in. ustawy – Prawo przedsiębiorców (tzw. Konstytucja dla biznesu) i Prawo o szkolnictwie wyższym i nauce (tzw. Konstytucja dla nauki) oraz o pracowniczych planach kapitałowych (PPK), a także w Sejmie odbył się 40-dniowy protest osób niepełnosprawnych i ich rodzin. W 2019 roku m.in. uchwalono ustawę o Funduszu rozwoju przewozów autobusowych o charakterze użyteczności publicznej, wprowadzono Program Uzupełniania Lokalnej i Regionalnej Infrastruktury Kolejowej Kolej + i odbył się strajk nauczycieli.

#### Wybory parlamentarne w 2019 roku
Wybory parlamentarne w 2019 roku zostały przeprowadzone 13 października. Do Sejmu weszło 5 komitetów wyborczych. Zwycięski komitet wyborczy Prawo i Sprawiedliwość, który uzyskał 43,59% głosów (235 mandatów), po raz drugi zdobył większość umożliwiającą sformowanie samodzielnego rządu. Do Sejmu dostały się także: Koalicja Obywatelska, Lewica (startująca pod szyldem Sojuszu Lewicy Demokratycznej), Polskie Stronnictwo Ludowe i Konfederacja Wolność i Niepodległość. Zwycięski komitet wyborczy nie zdobył większości w Senacie pomimo uzyskania największej liczby mandatów. Frekwencja wyniosła 61,74%.
Pierwszy przypadek zakażenia wirusem SARS-CoV-2 stwierdzono 4 marca 2020 w Zielonej Górze. W okresie od 14 do 20 marca 2020 obowiązywał w Polsce stan zagrożenia epidemicznego, a od 15 marca 2020 wprowadzono na granicach Polski kordon sanitarny, znacząco ograniczający ruch graniczny. Od 20 marca 2020 do 16 maja 2022 obowiązywał w Polsce stan epidemii. Z powodu pandemii nie odbyła się zaplanowana na 10 maja 2020 pierwsza tura wyborów prezydenckich. Od 16 maja 2022 do 1 lipca 2023 obowiązywał ponownie w Polsce stan zagrożenia epidemicznego. Ograniczenia praw i wolności służące walce z pandemią wprowadzano wtedy nie w ramach któregoś z konstytucyjnych stanów nadzwyczajnych, ale na mocy Ustawy z dnia 5 grudnia 2008 r. o zapobieganiu oraz zwalczaniu zakażeń i chorób zakaźnych, co budziło wątpliwości natury prawnokonstytucyjnej. 27 grudnia 2020 nastąpił początek  szczepień w Polsce przeciwko chorobie COVID-19.

#### Wybory prezydenckie w 2020 roku
I tura wyborów prezydenckich ostatecznie odbyła się 28 czerwca i nie przyniosła ostatecznego rozstrzygnięcia. Najwięcej głosów (43,50%) otrzymał popierany przez PiS ubiegający się o reelekcję urzędujący prezydent Andrzej Duda, drugi wynik osiągnął kandydat popierany przez PO Rafał Trzaskowski (30,46%). Kolejne miejsca zajęli Szymon Hołownia – kandydat bezpartyjny (13,87%) i Krzysztof Bosak (Konfederacja, Ruch Narodowy) – 6,78%. W II turze, która odbyła się 12 lipca zwyciężył urzędujący prezydent Andrzej Duda uzyskując 51,03% głosów i wygrywając z kandydatem popieranym przez Koalicję Obywatelską Rafałem Trzaskowskim, który zdobył 48,97% głosów. Frekwencja w I turze wyniosła 64,51% uprawnionych do głosowania, a w drugiej 68,18%. Zaprzysiężenie prezydenta RP Andrzeja Dudy na drugą kadencję odbyło się 6 sierpnia 2020 roku przed Zgromadzeniem Narodowym.

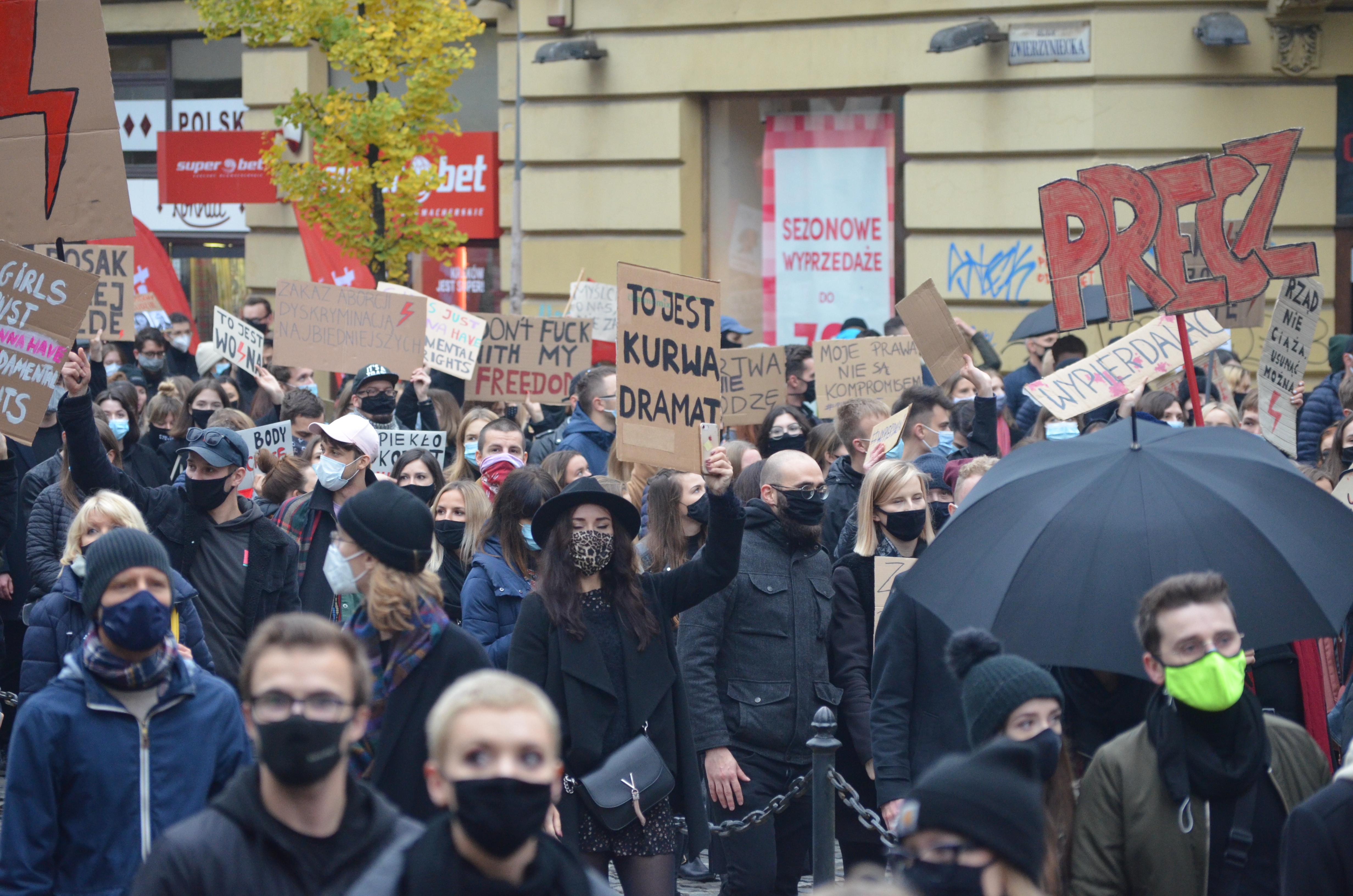
22 października 2020 rozpoczęły się w Polsce protesty przeciwko zaostrzeniu prawa aborcyjnego

22 października 2020 Trybunał Konstytucyjny orzekł, że przesłanka embriopatologiczna przerwania ciąży jest niezgodna z Konstytucją RP, co wywołało w latach 2020–2021 falę protestów społecznych przeciwko zaostrzeniu przepisów dotyczących aborcji w Polsce.
20 czerwca 2021 odbył się Zjazd Republikański, na którym ogłoszono powstanie Partii Republikańskiej, i która stała się częścią koalicji Zjednoczonej Prawicy. Partia Republikańska istniała do momentu rozwiązania i połączenia się z PiS 16 grudnia 2023. 11 sierpnia 2021 prezydent Andrzej Duda, odwołał, na wniosek premiera Mateusza Morawieckiego, Jarosława Gowina z funkcji wicepremiera i ministra rozwoju, pracy i technologii, a Porozumienie wystąpiło z koalicji rządzącej i powołało własne koło parlamentarne, które istniało do 20 lipca 2023 gdy większość jego posłów przystąpiło do klubu parlamentarnego PSL-Koalicja Polska. Przyczyną dymisji była prowadzona latem 2021 ze strony Porozumienia krytyka propozycji zmian dotyczących rynku mediów (uchwalona przez Sejm 11 sierpnia 2021 nowelizacja ustawy o radiofonii i telewizji nazywana przez opozycję i część mediów jako tzw. Lex anty-TVN, która 27 grudnia 2021 została zawetowana przez prezydenta RP Andrzeja Dudę) oraz propozycji podatkowych w ramach rządowego programu „Polski Ład”.
2 września 2021, w związku z kryzysem migracyjnym, wzdłuż całej granicy z Białorusią wprowadzono stan wyjątkowy, który został 2 października 2021 przedłużony i obowiązywał do 30 listopada 2021.
9 marca 2022 w związku z inwazją Rosji na Ukrainę rozpoczętą 24 lutego 2022 Sejm uchwalił ustawę o pomocy obywatelom Ukrainy w związku z konfliktem zbrojnym na terytorium tego państwa, która 12 marca 2022 weszła w życie i była związana z napływem uchodźców z Ukrainy do Polski, a ich liczba w dniu 6 marca 2022 o godzinie 20:00 czasu polskiego według informacji Straży Granicznej przekroczyła 1 milion osób. W 2022 uchwalono m.in. ustawę o obronie Ojczyzny i ustawę o wspieraniu i resocjalizacji nieletnich.
3 maja 2023 na kongresie partii politycznej Solidarna Polska współtworząca rząd Zjednoczonej Prawicy przekształciła się w partię polityczną Suwerenna Polska, która istniała do momentu rozwiązania i połączenia się z PiS 12 października 2024.

#### Wybory parlamentarne w 2023 roku
Wybory parlamentarne w Polsce w 2023 roku wraz z referendum ogólnopolskim odbyły się 15 października. Zwycięski komitet Prawo i Sprawiedliwość uzyskał 35,38% głosów, a do Sejmu dostały się także: Koalicja Obywatelska (30,70%), Trzecia Droga PSL-Polska 2050 Szymona Hołowni (14,40%), Nowa Lewica (8,61%) i Konfederacja Wolność i Niepodległość (7,16%). Do Sejmu nie dostały się komitety wyborcze: Bezpartyjni Samorządowcy (1,86%) i Polska Jest Jedna (1,63%). Zwycięski komitet wyborczy nie zdobył samodzielnej większości w parlamencie pomimo uzyskania największej liczby mandatów. Frekwencja wyniosła 74,38% i jest to największa frekwencja wyborcza od czasu wyborów parlamentarnych w Polsce w 1989 roku i drugiej tury wyborów prezydenckich w 1995 roku, gdzie wcześniejszy rekord frekwencji wynosił 68,23%. Frekwencja w referendum wyniosła 40,91%. Prawo i Sprawiedliwość jest pierwszą partią polityczną, która trzy razy z rzędu zdobyła w wyborach do Sejmu najwyższy wynik ze wszystkich komitetów, nie uzyskała jednak większości koniecznej do samodzielnego utworzenia rządu.
27 listopada 2023 prezydent RP Andrzej Duda zaprzysiągł trzeci rząd premiera Mateusza Morawieckiego. 11 grudnia 2023 odbyło się głosowanie nad wotum zaufania dla rządu od Sejmu Rzeczypospolitej Polskiej, w którym za udzieleniem wotum zaufania opowiedziało się 190 posłów, przy 266 głosach przeciw. Ustępująca rada ministrów pełniła swoje obowiązki, zgodnie z art. 154 ust. 3 Konstytucji RP, do 13 grudnia 2023, kiedy nastąpiło zaprzysiężenie nowej Rady Ministrów przez Prezydenta RP.

### Od 2023: Polska pod rządamikoalicji KO-PSL-PL2050-NL

#### Wybór nowego rządu przez Sejm RP
11 grudnia 2023 Sejm wybrał w drugim kroku konstytucyjnym na Prezesa Rady Ministrów Donalda Tuska. Dostał on misję utworzenia swojego trzeciego rządu; głosowało 449 posłów, za 248, przeciw 201. 12 grudnia 2023 Donald Tusk wygłosił swoje trzecie exposé, podczas którego zaprezentował ministrów swojego rządu i tego samego dnia Sejm udzielił rządowi wotum zaufania; za zagłosowało 248 posłów, przeciw oddano 201 głosów, nikt się nie wstrzymał. 13 grudnia prezydent RP Andrzej Duda zaprzysiągł trzeci rząd Donalda Tuska. Rząd utworzyła koalicja KO-PSL-PL2050-NL, która przez premiera Donalda Tuska została nazwana koalicją 15 października, a przez polityków opozycji związanych z partią polityczną Prawo i Sprawiedliwość oraz część mediów prawicowych określili koalicję mianem koalicji 13 grudnia. Socjolog i historyk prof. Antoni Dudek nazwał koalicję mianem koalicji kordonowej mającą być w zamierzeniu jej twórców kordonem wokół partii Prawo i Sprawiedliwość, choć używał też określenia koalicja kolorowa ze względu na dużą liczbę partii politycznych tworzącą koalicję. Wiadomości TVP użyły natomiast w momencie powstania trzeciego rządu Donalda Tuska określenia koalicja Tuska mająca być aluzją do nazwiska premiera koalicyjnego rządu Donalda Tuska.

##### Spór wokół mediów publicznych
19 grudnia 2023 Sejm przyjął uchwałę ws. przywrócenia ładu prawnego oraz bezstronności i rzetelności mediów publicznych. Tego samego dnia minister kultury Bartłomiej Sienkiewicz powołał nowe rady nadzorcze Telewizji Polskiej, Polskiego Radia i Polskiej Agencji Prasowej, które powołały nowe zarządy spółek. Odwołany został dotychczasowy prezes TVP Mateusz Matyszkowicz. 20 grudnia 2023 wstrzymane zostało nadawanie kanałów TVP Info, TVP3 oraz TVP World, a także działalność portalu internetowego tvp.info, którego adres URL zaczął przekierowywać z dniem 20 grudnia 2023 na oficjalną stronę główną nadawcy tvp.pl. Nadawany przez TVP Info sygnał zastąpiony został sygnałem TVP1, zaś w przypadku TVP3 i TVP World – sygnałem TVP2. Tego dnia nie zostało wyemitowane główne wydanie programu Wiadomości, a w zamian pojawiło się oświadczenie Marka Czyża o nadchodzących zmianach w Telewizji Polskiej i zaproszenie na wydanie Wiadomości kolejnego dnia. W trakcie egzekwowania decyzji ministra doszło do przepychanek w siedzibie TVP, w wyniku których urazu ręki doznała posłanka Joanna Borowiak. 21 grudnia 2023 wyemitowano pierwsze wydanie programu telewizyjnego 19.30, który zastąpił nadawane od 18 listopada 1989 Wiadomości. 27 grudnia 2023 Minister Kultury i Dziedzictwa Narodowego  w związku z wetem Prezydenta w sprawie finansowania spółki postawił ją w stan likwidacji. Środowisko Prawa i Sprawiedliwości skrytykowało działania nowego rządu, zarzucając mu łamanie prawa, zasad demokracji i wolności słowa. Poprzedni prezes TVP S.A. Mateusz Matyszkowicz odmówił podpisania protokołu przekazania spraw spółki Telewizja Polska S.A. W środowiskach krytycznych wobec zmian w TVP były one porównywane do ustroju Białorusi, zamachu stanu, a także pojawiały się porównania do stanu wojennego w Polsce z 1981 roku, m.in. przewodniczący KRRiT Maciej Świrski porównał do stanu wojennego wyłączenie nadawania TVP Info, natomiast dziennikarz TVP Michał Adamczyk porównał niewyemitowanie Wiadomości do zaprzestania nadawania Teleranka w 1981. To doprowadziło do sporu o TVP i szerzej o media publiczne.

#### Spór wokół Prokuratura Krajowego
18 marca 2022 na pierwszego zastępcę prokuratora generalnego i prokuratora krajowego został powołany Dariusz Barski, zastępując na tym stanowisku Bogdana Święczkowskiego, wybranego na sędziego Trybunału Konstytucyjnego. 28 września 2023 weszła w życie ustawa z dnia 7 lipca 2023 r. o zmianie ustawy – Kodeks postępowania cywilnego, ustawy – Prawo o ustroju sądów powszechnych, ustawy – Kodeks postępowania karnego oraz niektórych innych ustaw, która wprowadziła do ustawy Prawo o prokuraturze zgodę prezydenta RP żeby Prokurator Generalny mógł odwołać Prokuratora Krajowego. Decyzją Prokuratora Generalnego Adama Bodnara z dnia 12 stycznia 2024 Dariusz Barski został odsunięty od sprawowania obowiązków z uwagi na nieskuteczne przywrócenie go do służby czynnej ze stanu spoczynku w 2022 roku, w związku z czym Barski nie mógł wykonywać funkcji Prokuratora Krajowego. Po decyzji Adama Bodnara Prokuratura Krajowa wydała oświadczenia, w których sprzeciwiła się powierzeniu obowiązków prokuratora krajowego Jackowi Bilewiczowi. 14 marca 2024 powołany przez premiera Donalda Tuska na stanowiska I zastępcy Prokuratora Generalnego oraz Prokuratora Krajowego został Dariusz Korneluk. Z decyzją nie zgodziła się również część polityków i środowiska prawniczego oraz orzekająca w wadliwym składzie trzech neosędziów Izba Karna SN (patrz również wyrok SN z 5 grudnia 2019 r. i uchwała składu połączonych Izb: Cywilnej, Karnej oraz Pracy i Ubezpieczeń Społecznych SN z 23 stycznia 2020 r.). To doprowadziło do sporu o Prokuratura Krajowego.

#### Powódź w 2024
Od 12 września 2024 roku Europę Środkową objęła powódź, która miała miejsce również na obszarach południowo-zachodniej Polski. W związku z tym Rada Ministrów 16 września 2024 roku wprowadziła stan klęski żywiołowej na okres 30 dni na terenach nią objętych. Został on zniesiony przez Radę Ministrów 16 października 2024 roku.

#### Wybory prezydenckie w 2025 roku
I tura wyborów prezydenckich odbyła się 18 maja 2025 roku i nie przyniosła ostatecznego rozstrzygnięcia. Najwięcej głosów (31,36%) otrzymał kandydat  popierany przez PO Rafał Trzaskowski, drugi wynik osiągnął kandydat popierany przez PiS Karol Nawrocki (29,54%). Kolejne miejsca zajęli Sławomir Mentzen (Konfederacja, Nowa Nadzieja) z wynikiem 14,81% głosów i Grzegorz Braun (Konfederacja Korony Polskiej) – 6,34% głosów. W II turze, która odbyła się 1 czerwca 2025 roku, zwyciężył kandydat popierany przez Prawo i Sprawiedliwość, Karol Nawrocki, uzyskując 50,89% głosów (10 606 877 głosów) i wygrywając z kandydatem popieranym przez Platformę Obywatelską, Rafałem Trzaskowskim, który zdobył 49,11% głosów (10 237 286 głosów).

## Gospodarka

### Gospodarka w 1989
Przed wprowadzeniem planu Balcerowicza, w Polsce panowała hiperinflacja (roczna stopa inflacji w 1989: +639,6%, która zaczęła narastać po wyborach od sierpnia 1989 roku), zadłużenie zagraniczne wynosiło 42,3 mld USD (64,8% PKB według Głównego Urzędu Statystycznego), występowały olbrzymie niedobory rynkowe.

### Plan Balcerowicza
Ogłoszony pod koniec 1989 roku zakładał przejście z gospodarki centralnie planowanej do gospodarki rynkowej. W jego skład wchodziło 10 ustaw.
Likwidował gwarancję istnienia wszystkich przedsiębiorstw państwowych wprowadzając możliwość ogłoszenia upadłości. Wprowadzał zakaz finansowania deficytu budżetowego przez Narodowy Bank Polski i emisji pustego pieniądza, powiązał stopę oprocentowania ze stopą inflacji. Wprowadzał również jednolity podatek we wszystkich sektorach gospodarczych. Wprowadzony został obowiązek dla zagranicznych przedsiębiorstw do odsprzedania państwu dewiz po ustalonym przez bank centralny kursie, jednocześnie przedsiębiorstwa te były zwolnione z płacenia popiwku. Z kolei nowe prawo dewizowe wprowadzało wymienialność wewnętrzną złotego, likwidowało państwowy monopol w handlu zagranicznym, likwidacji uległa sprzedaż w obrocie wewnętrznym (Pewex, Baltona), wprowadzono natomiast jednolite zasady clenia towarów. Usankcjonowane zostało istnienie bezrobocia, i wprowadzone zostały odprawy dla osób zwalnianych z pracy oraz zasiłki dla bezrobotnych.

### Gospodarka w latach 1991–2004
Z końcem roku 1990 nastąpiło załamanie wymiany handlowej z krajami RWPG, handel w rublu transferowym został zastąpiony przez rozliczenia wolnodewizowe. Spowodowało to spadek eksportu do ZSRR o co najmniej połowę.
Wprowadzenie w życie planu Balcerowicza spowodowało spadek inflacji. W styczniu 1991 wynosiła ponad 12,7%. W kolejnych miesiącach systematycznie spadała, by w lipcu osiągnąć wartość 0,1%. Na początku lat 90. gospodarka borykała się z wysokim deficytem budżetowym, bezrobociem, spadkiem produkcji przemysłowej i PKB oraz aferami gospodarczymi. Powstawało wiele przedsiębiorstw, np. Bezpieczna Kasa Oszczędności, czy Art-B, wykorzystujących niedoskonałe prawo dla osiągnięcia korzyści majątkowych. Deficyt budżetowy był kilkukrotnie powiększany, aby ostatecznie wynieść 31 bilionów złotych. Z kolei liczba bezrobotnych wzrosła do 12,2%. (tj. 2,1 mln bezrobotnych). Nastąpił także spadek dochodów realnych, najbardziej był odczuwalny w rolnictwie, gdzie wyniósł ok. 15%. W gospodarce doszło także do przekształceń własnościowych, dokonywano prywatyzacji kapitałowej, likwidacyjnej lub sprzedawano przedsiębiorstwa. Akcje najlepszych przedsiębiorstw trafiły do obrotu na Giełdę Papierów Wartościowych. We wrześniu 1992 roku Polska, Czechosłowacja i Węgry zwróciły się do Unii Europejskiej o podanie warunków rozmów i kalendarza członkostwa.
W kolejnych latach nastąpił wzrost PKB oscylujący w granicach 6%, osiągając w 1994 roku 7%. Obok wzrostu PKB w latach 1994–1998 nastąpił kolejny spadek bezrobocia z 16 do 10,3% oraz spadek inflacji do poziomu 15%. Korzystne wskaźniki ekonomiczne zaczęły przyciągać zagranicznych inwestorów, powodując wzrost inwestycji do wartości 2,51 mld $ w 1995 i 5,2 mld $ w 1996 roku. Od 1999 roku ponownie nastąpił wzrost bezrobocia, osiągając w pierwszych miesiącach 2003 roku ponad 20%.

### Gospodarka Polski w UE
W 2004 r. Polska została członkiem Unii Europejskiej, a tym samym unii celnej i jednolitego rynku. Zniesione zostały cła na towary importowane z zagranicy, obywatele Polscy otrzymali dostęp do rynków pracy państw w UE (większość państw wprowadziła okresy przejściowe trwające od 2 do 7 lat). Z dniem wejścia do UE Polacy mogli legalnie pracować w Irlandii.
Z kolei rolnicy z nowych krajów członkowskich stali się beneficjentami dopłat bezpośrednich. W latach 2007–2008 Polska przystąpiła do układu z Schengen. 1 maja 2009, po pięciu latach od przystąpienia Polski do UE, skończyły się okresy ochronne na zakup domów i mieszkań w Polsce przez cudzoziemców – obywateli UE.
W 2015 r. Polska była 6. gospodarką UE pod względem wielkości PKB w parytecie siły nabywczej i 24. gospodarką świata, a pod względem wielkości PKB nominalnego – 8. gospodarką UE i 25. gospodarką świata.
W 2015 r. PKB per capita w parytecie siły nabywczej Polski wyniósł 19 700 PPS (68,6% średniej UE), a PKB per capita nominalny – 11 123 euro (38,7% średniej UE).
Od 2013 r. w Polsce utrzymywał się stały spadek bezrobocia, osiągając w 4. kwartale 2016 r. wartość 8,2%, co było najniższym poziomem od 1990 r. Według metodyki Eurostatu bezrobocie w Polsce w 4. kwartale 2016 r. spadło do 5,7% i było niższe od średniej w UE (8,2%).

### Przekształcenia własnościowe

#### Prywatyzacja
Po Okrągłym Stole i wyborach w 1989 roku, Polska weszła w okres transformacji wolnorynkowej. Aby sprostać światowej konkurencji kolejne rządy (13 lipca 1990 roku utworzono Ministerstwo Przekształceń Własnościowych na mocy ustawy o utworzeniu urzędu Ministra Przekształceń Własnościowych, którego kompetencje później przejęło Ministerstwo Skarbu Państwa, utworzone 1 października 1996) rozpoczęły akcję prywatyzacji. Przyjęła ona trzy formy:
- prywatyzacja kapitałowa,
- powszechne uwłaszczenie – własność otrzymali wszyscy obywatele (patrz: Program Powszechnej Prywatyzacji),
- prywatyzacja bezpośrednia.

1 sierpnia 1990 roku weszła w życie ustawa z 13 lipca 1990 r. o prywatyzacji przedsiębiorstw państwowych, którą 8 stycznia 1997 roku zastąpiła ustawa z 30 sierpnia 1996 r. o komercjalizacji i prywatyzacji przedsiębiorstw państwowych (od 1 stycznia 2017 roku funkcjonująca jako ustawa o komercjalizacji i niektórych uprawnieniach pracowników).
Przekształcenia własnościowe przeprowadzone zostały na podstawie ustawy z 1990 roku o prywatyzacji przedsiębiorstw państwowych – przedsiębiorstwa w złej sytuacji finansowej zostały zlikwidowane a ich majątek sprzedany, a funkcjonujące przedsiębiorstwa sprywatyzowane poprzez ich sprzedaż. Przekształcenia własnościowe przekształciły Polskę w kraj z modelem gospodarki opartym o własność prywatną w miejsce dotychczas dominującej własności państwowej. W pierwszym okresie transformacji prywatyzacja stała się ważnym źródłem dochodów budżetowych, istotną częścią postulatów politycznych było pozyskanie jak największych środków ze sprzedaży majątku państwowego.
Nowoczesny obrót kapitałami umożliwił otwarcie giełdy papierów wartościowych w 1991 roku Giełda szybko się rozrastała do największej w Europie Środkowej, a  obrót akcjami prywatyzowanych przedsiębiorstw stał się źródłem istotnych zarobków wielu graczy.
Negatywnym aspektem prywatyzacji była ograniczona liczba podmiotów dysponujących odpowiednimi środkami na nabycie przedsiębiorstw lub ich akcji, na skutek czego udział w prywatyzacji był dla zdecydowanej większości Polaków niedostępny. Efektem było narastające niezadowolenie i coraz gorsze oceny całości procesu prywatyzacji w społeczeństwie oraz oskarżenia polityków przeprowadzających proces prywatyzacji  o nadużycia oraz zbyt niską wycenę majątku podlegającego prywatyzacji.
Całkowitą porażką zakończył się program powszechnej prywatyzacji z 1993 roku – pomimo że wszyscy Polacy uzyskali możliwość nabycia za kwotę 20 zł świadectwa udziału w Narodowym Funduszu Inwestycyjnym zarządzającym majątkiem sprywatyzowanych przedsiębiorstw państwowych, zdecydowana większość beneficjentów zbyła je na rynku natychmiast po zakupieniu. Majątek przedsiębiorstw państwowych został przejęty tą drogą przez nieliczne osoby.

#### Reprywatyzacja
W Polsce nigdy nie uporządkowano procesu reprywatyzacji. Od upadku PRL odbywa się ona na podstawie ostatecznych decyzji administracyjnych czy prawomocnych orzeczeń sądu. Jednakże dotyczy to jedynie tych przypadków, gdy przejęcie mienia było bezprawne (np. brak podstawy prawnej czy przekroczenie granic nacjonalizacji). W Ministerstwie Skarbu Państwa od 1990 r. prowadzone były prace nad projektami prawnej regulacji powyższego problemu. W 2001 r. Sejm RP uchwalił ustawę o reprywatyzacji. Nie została ona jednak podpisana przez prezydenta RP Aleksandra Kwaśniewskiego. Ostatnia tego typu próba miała miejsce w 2008 roku (ustawa o zadośćuczynieniu z tytułu krzywd doznanych w wyniku procesów nacjonalizacyjnych w latach 1944–1962), ale również zakończyła się niepowodzeniem. 17 września 2016 roku weszła w życie ustawa z dnia 25 czerwca 2015 r. o zmianie ustawy o gospodarce nieruchomościami oraz ustawy – Kodeks rodzinny i opiekuńczy (Dz.U. z 2016 r. poz. 1271), zwana także małą ustawą reprywatyzacyjną, której zadaniem jest uporządkowanie wybranych kwestii związanych z realizacją roszczeń byłych właścicieli gruntów warszawskich. Polska pozostaje jedynym krajem byłego bloku sowieckiego, w którym nie przeprowadzono reprywatyzacji. Wobec nieefektywnej gospodarki mieszkaniami komunalnymi skutkuje to licznymi konfliktami społecznymi i sięganiem po pozaprawne metody odzyskiwania nieruchomości. Nieuregulowany stan własnościowy wielu nieruchomości skutkuje także blokowaniem inwestycji i planowania przestrzennego.

## Wojsko
Siły Zbrojne Rzeczypospolitej Polskiej (Wojsko Polskie) to struktura obronna Państwa Polskiego.
SZ RP stoją na straży suwerenności Narodu Polskiego oraz jego bezpieczeństwa i pokoju. Mogą brać także udział w misjach zagranicznych w ramach NATO i ONZ, w zwalczaniu klęsk żywiołowych, działaniach antyterrorystycznych, akcjach poszukiwawczych, a także ratowania życia ludzkiego. Biorą też udział w oczyszczaniu terenów z materiałów niebezpiecznych pochodzenia wojskowego i unieszkodliwiają je.
Zwierzchnictwo nad Siłami Zbrojnymi sprawuje prezydent RP, lub w nadzwyczajnych przypadkach marszałek Sejmu, a ogólne kierownictwo zapewnia minister ON.
Od 11 lutego 2009 roku w Polsce nie stosuje się przymusowego poboru do wojska, i 22 stycznia 2010 roku zakończył się proces całkowitego uzawodowienia armii.